# Inmigración en Chile
La inmigración en Chile corresponde al desplazamiento de diversos grupos humanos, originados de diferentes zonas del mundo, y que en distintos momento de la historia chilena han dejado su huella y han pasado a conformar parte del colectivo de este país. En ese sentido, se destaca el gradual proceso de inmigración: primeramente de origen hispano, durante la colonia, entre los siglo XVI y el siglo XVIII; seguido de distintos orígenes europeos de oriente próximo, durante la república temprana, entre el siglo XIX y principios del siglo XX; para acabar con la más reciente inmigración, proveniente de países latinoamericanos, usualmente limítrofes, como en menor medida de algunos países asiáticos, durante la segunda mitad del siglo XX y principios del siglo XXI. Estos grupos de inmigrantes tuvieron motivaciones diversas, aunque mayoritariamente económicas, políticas o por conflictos bélicos.
En la actualidad, y de acuerdo a estimaciones del INE, al 31 de diciembre del año 2020 la mayor parte de los inmigrantes proviene de Venezuela (30,7 %), Perú (16,3 %), Haití (12,5 %), Colombia (11,4 %), Bolivia (8,5 %) y Argentina (6,2 %). En tanto, entre las principales ascendencias de inmigraciones pretéritas resalta el origen español, entre ellos el origen vasco, mientras que desde los orígenes no hispánicos destacan los aportes procedentes de Reino Unido, Francia, Alemania, Palestina, Italia, y Croacia, entre otros.
En comparación con 2018, las que más crecieron en cantidad de personas fueron la región Metropolitana (123 033 extranjeros más), de Valparaíso (18 475 migrantes más) y de Antofagasta (10 570 personas más). Las que más aumentaron en términos relativos fueron la del Biobío, que pasó de 26 929 a 35 687 extranjeros (incremento de 32,5 %); Los Lagos, que pasó de 20 825 a 26 360 (aumento de 26,6 %) y Magallanes, que pasó de 8036 a 10 050 (alza de 25,1 %).

## Historia

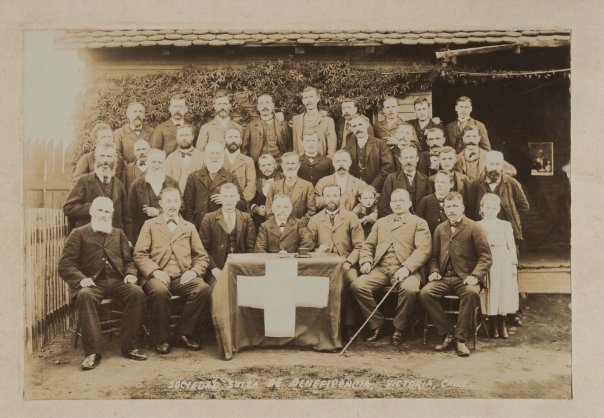
Sociedad Suiza de Beneficencia de Victoria, año 1886.
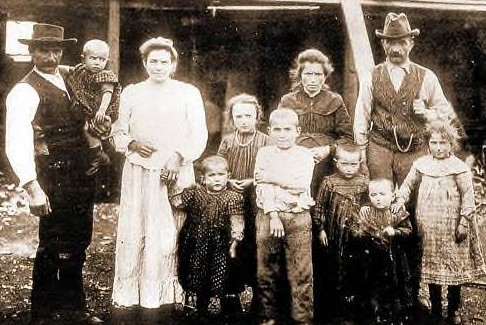
Una de las familias de colonos italianos que fundaron Capitán Pastene, año 1910.
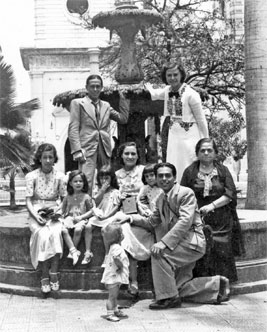
Familia francesa inmigrante en Chile, año 1920.
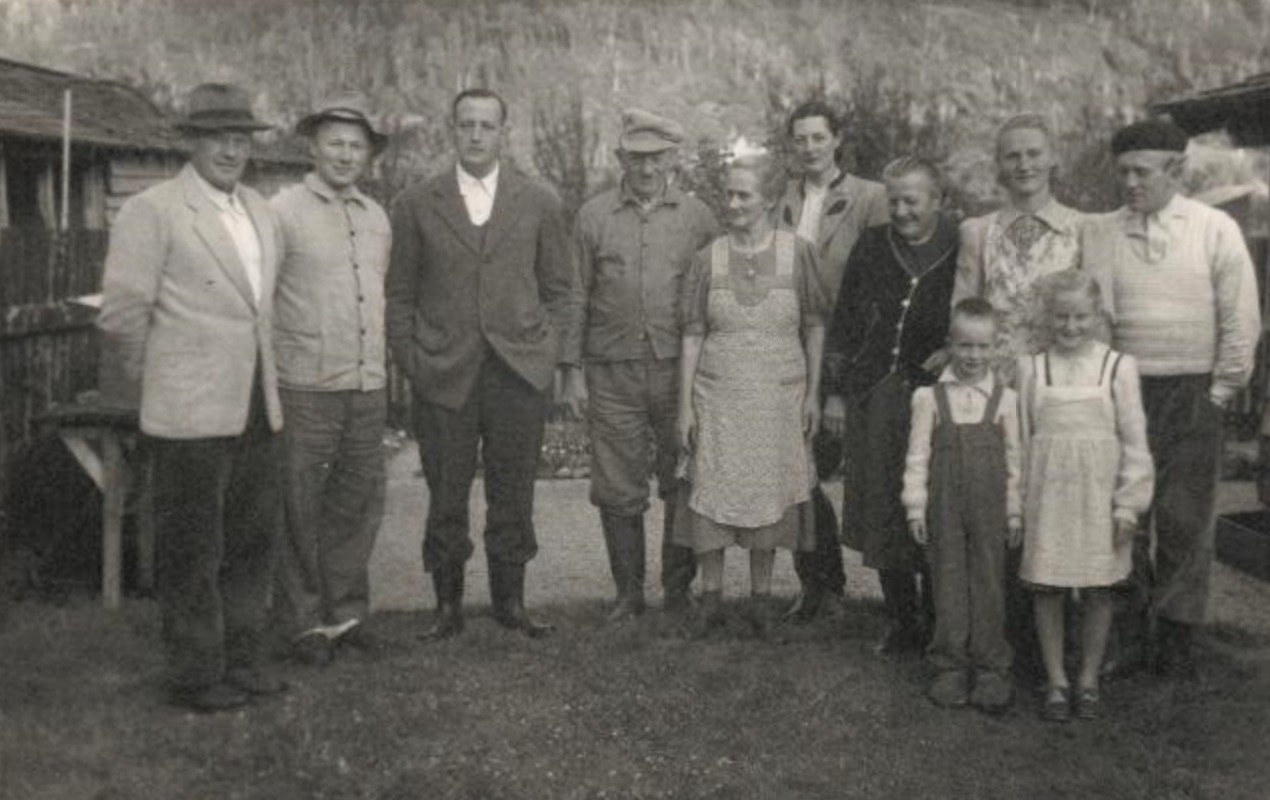
Familia de colonos alemanes, en la expansión agropecuaria en Aysén, año 1951.
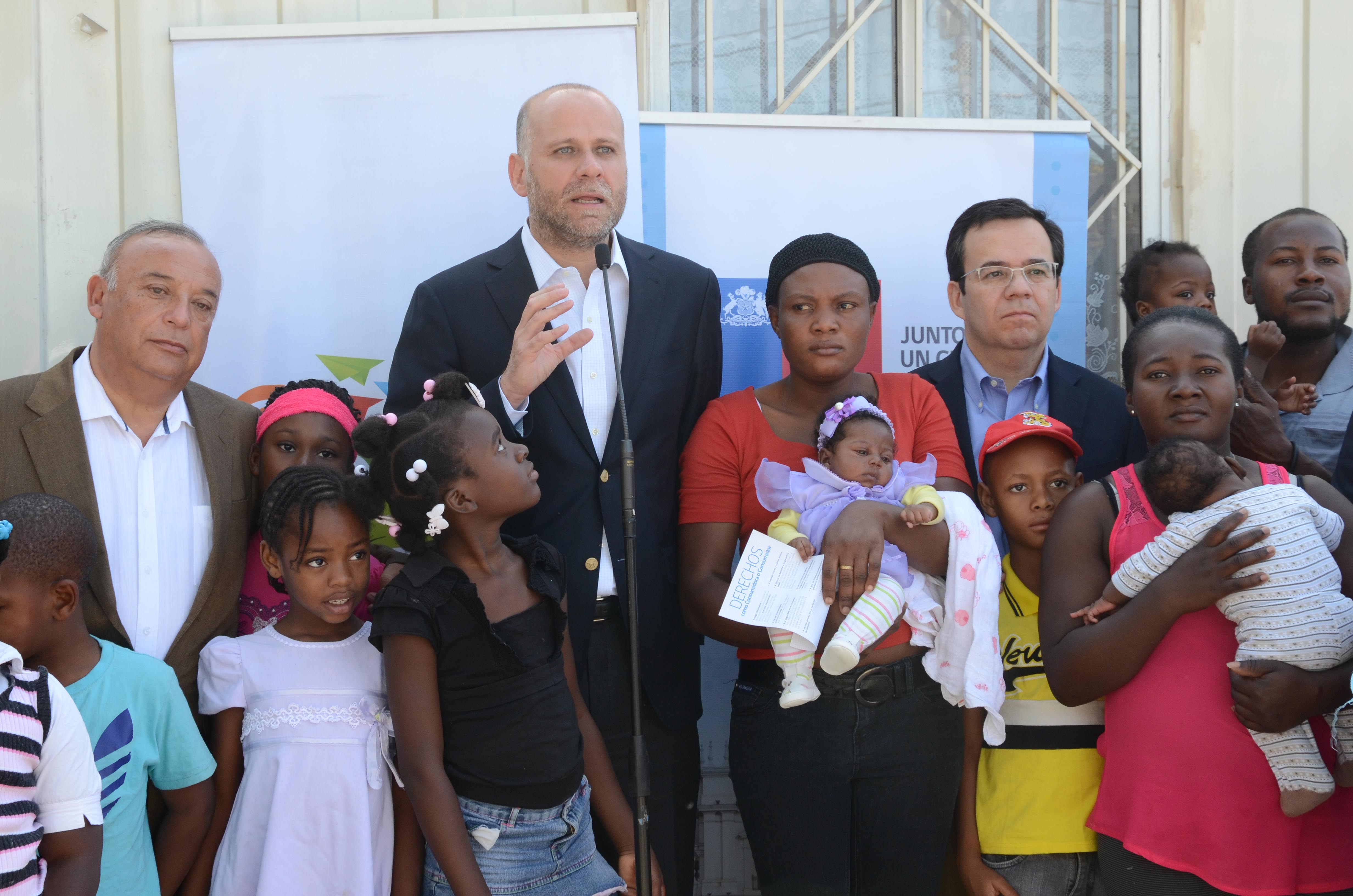
Personeros de gobierno junto a inmigrantes haitianos, en 2015.

Durante los siglos XVI y XVII, llegaron a la Capitanía General de Chile (Nueva Extremadura) principalmente inmigrantes españoles, fundamentalmente extremeños, castellanos y vascos. Desde un comienzo, junto con los conquistadores, también llegaron cantidades pequeñas de esclavos de origen africano, los cuales constituían apenas el 1,5 % de la población nacional a comienzos del siglo XIX. Posteriormente, sus descendientes, llamados pardos por los españoles, por una parte fueron absorbidos en su totalidad por la masa popular a través del mestizaje, y por otra parte, muchos abandonaron el país rumbo al Perú con el Ejército Libertador, prácticamente desapareciendo como etnia diferenciada. Hasta el siglo XVIII, el país experimentó una masiva inmigración proveniente de País Vasco y de Navarra, llegando éstos a constituir un 27 % del total de la población chilena colonial. También, y gracias al contrabando de ropas y muebles, comenzaron a establecerse algunas familias británicas y francesas. La independencia traería soldados europeos y comerciantes que apoyarían la lucha y se establecerían, especialmente franceses, ingleses, irlandeses e italianos.[cita requerida]
Durante el siglo XIX, se produjeron importantes inmigraciones colonizadoras de origen europeo patrocinadas por el gobierno local, especialmente alemanes, británicos, croatas, franceses, holandeses, italianos y suizos. Durante principios del siglo XX será importante el número de colonos de origen palestino, que formaron la colonia más grande fuera del Oriente Medio y de españoles que huían de la guerra civil española.[cita requerida]
En mayo de 1953, durante el segundo gobierno del presidente Carlos Ibáñez del Campo se creó el Departamento de Inmigración, el cual estableció normas sobre la materia. A mediados de la segunda mitad del siglo XX, y en concreto durante la dictadura militar de Augusto Pinochet, que duró desde septiembre de 1973 hasta marzo de 1990, la inmigración se detuvo. No obstante, con la vuelta a la democracia, y la mejora gradual de los indicadores socioeconómicos del país, la inmigración se abrió paso esta vez desde países fronterizos, así como desde algunos grupos de chilenos exiliados y su descendencia, que retornaban al país. En este período resalta la inmigración sudamericana, que pasó de 58 000 residentes en 1992, a más de 125 000 en 2002, destacando las comunidades nacidas en Argentina, Perú, Bolivia y Ecuador.
En la década de 2010 la inmigración volvió a mostrar un flujo ascendente, que llevó a un incremento de 232 % en el número de los ciudadanos extranjeros que vivían en Chile entre 2014 y 2017, hasta llegar a 2018 a 1 251 225 extranjeros viviendo en el país, y en 2019 a 1 492 522. Sus principales procedencias, y nacionalidades de origen, correspondieron a venezolanos, peruanos, haitianos, colombianos, bolivianos y argentinos, seguido de ecuatorianos, brasileños, dominicanos, cubanos y mexicanos. Los residentes extranjeros tendieron a asentarse principalmente en la Región Metropolitana, seguido de Antofagasta y Tarapacá.

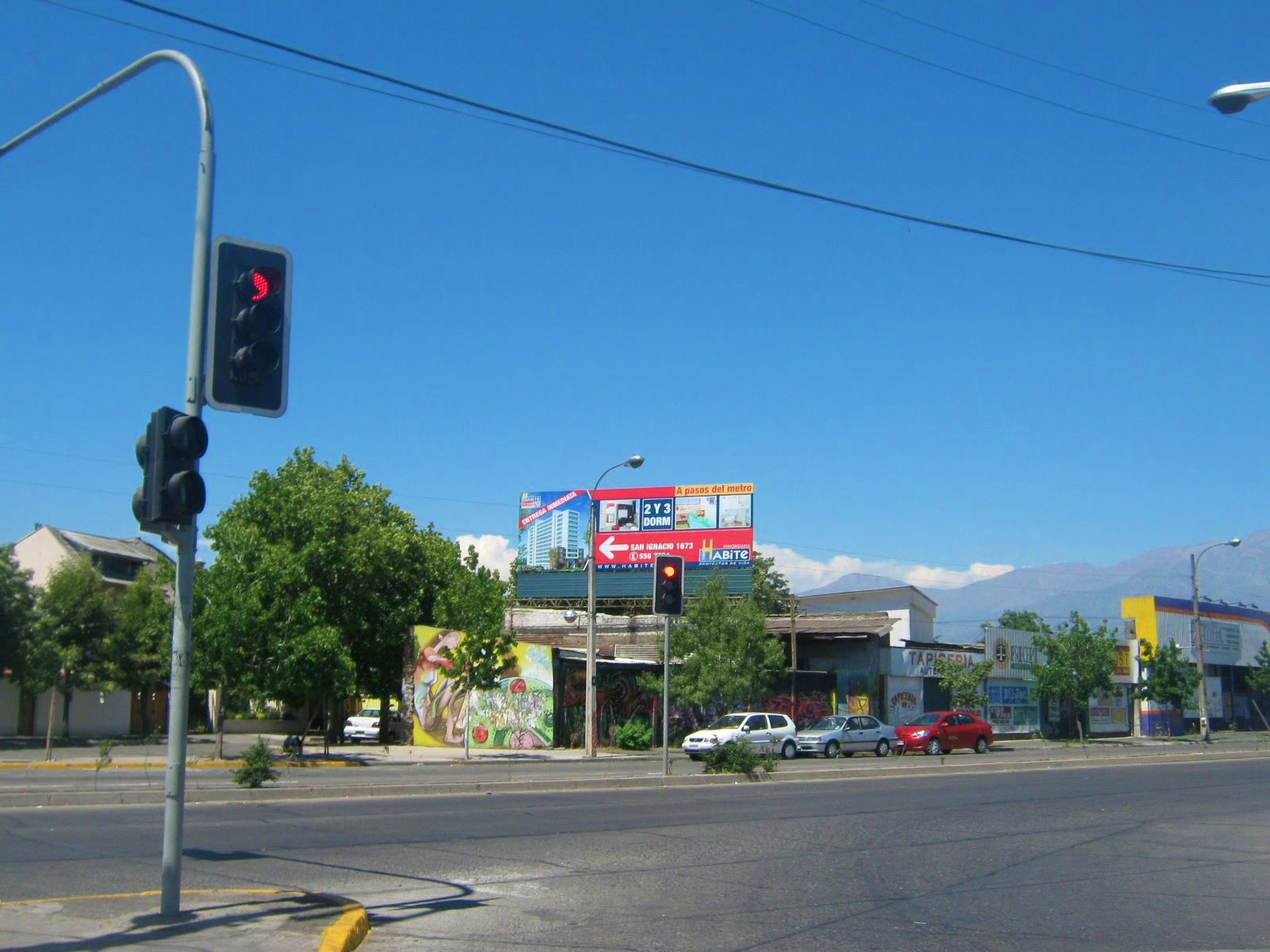
Santiago Centro - Avenida Ñuble.

Esta situación impulsó un cambio en la fisonomía de ciertas comunas del país donde se concentró su número, como fue el caso de Santiago Centro e Independencia, donde actualmente uno de cada tres residentes es un extranjero latinoamericano (28 % y 31 % respectivamente), además de los casos de Ollagüe (31 %), la región de Antofagasta (17,3 %), Estación Central (17 %), Recoleta (16 %), Mejillones (16 %), Sierra Gorda (16 %) o Antofagasta (11 %). Para el período, se observó una relativa baja en la inmigración de bolivianos, argentinos y peruanos, en contraste con un fuerte incremento de inmigrantes venezolanos, haitianos y colombianos. Uno de los principales factores que produjo esta inmigración fue el importante crecimiento de la economía chilena durante esas décadas. También se hizo notorio el aporte genético africano, hasta entonces extraño en el perfil demográfico chileno.
Las reacciones de los ciudadanos chilenos ante la inmigración que ha recibido el país son diversas y similares a las de otros países receptores de inmigración. Para ciertos grupos, el crecimiento en el número de inmigrantes representa un problema, algunos argumentan que la inmigración restringe las oportunidades laborales de los nacionales o que favorece el aumento de la pobreza, la delincuencia y los asentamientos irregulares. A causa de esto se han registrado algunos episodios de ataques a inmigrantes por parte de ciertos grupos e individuos xenófobos y/o racistas. En cambio, existen otros grupos que consideran beneficiosa la inmigración como forma de diversificación y de regeneración de la fuerza productiva del país, planteando, además, que la inmigración es un proceso demográfico natural del ser humano y que también los chilenos han emigrado por diversas razones a lo largo de la historia.

## Cifras de inmigración y de diásporas en Chile
La siguiente tabla comprende la ascendencia, directa o indirecta, de todos los movimientos inmigratorios en Chile. Contiene:
- Fuentes y referencias bibliográficas para la ascendencia de grupos de inmigrantes en segunda, tercera, cuarta y/o enésima generación, especificando el origen de los datos consultados.
- Datos del Instituto Nacional de Estadísticas y el Departamento de Extranjería y Migración (INE-DEM), sobre la estimación oficial del número de personas nacidas en el extranjero, radicadas en Chile, a diciembre de 2019.[17]

| País de procedencia | Inmigrantes directos, (INE-DEM, 2019) | Descendientes de antiguos inmigrantes | Época de mayor inmigración | Referencia inmigrantes o descendientes                                                                           |
| ------------------- | ------------------------------------- | ------------------------------------- | -------------------------- | --- |
| Venezuela           | 700 000                               | —                                     | S.21                       | Ministerio del Interior, 2024.                                                                                   |
| Perú                | 246 076                               | —                                     | S.20—S.21                  | Departamento de Extranjería y Migración, (INE-DEM, 2019).                                                        |
| Haití               | 180 851                               | —                                     | S.21                       | Departamento de Extranjería y Migración, (INE-DEM, 2019).                                                        |
| Colombia            | 173 439                               | —                                     | S.21                       | Departamento de Extranjería y Migración, (INE-DEM, 2019).                                                        |
| Bolivia             | 131 932                               | —                                     | S.20—S.21                  | Departamento de Extranjería y Migración, (INE-DEM, 2019).                                                        |
| Argentina           | 77 084                                | —                                     | S.19—S.21                  | Departamento de Extranjería y Migración, (INE-DEM, 2019).                                                        |
| Ecuador             | 41 403                                | —                                     | S.20—S.21                  | Departamento de Extranjería y Migración, (INE-DEM, 2019).                                                        |
| R. Dominicana       | 20 080                                | —                                     | S.21                       | Departamento de Extranjería y Migración, (INE-DEM, 2019).                                                        |
| España              | 19 271                                | 16 168 082                            | S.16—S.18                  | Departamento de Extranjería y Migración, (INE-DEM, 2019).                                                        |
| Brasil              | 19 271                                | —                                     | —                          | Departamento de Extranjería y Migración, (INE-DEM, 2019).                                                        |
| Estados Unidos      | 14 823                                | —                                     | —                          | Departamento de Extranjería y Migración, (INE-DEM, 2021).                                                        |
| Cuba                | 16 253                                | —                                     | S.20                       | Departamento de Extranjería y Migración, (INE-DEM, 2019).                                                        |
| Georgia             | 13 589                                | —                                     | S.20                       | Datosmacro, 2019.                                                                                                |
| México              | 7 412                                 | —                                     | —                          | Departamento de Extranjería y Migración, (INE-DEM, 2019).                                                        |
| Paraguay            | 5 930                                 | 6 500                                 | —                          | Departamento de Extranjería y Migración, (INE-DEM, 2019).                                                        |
| Otras               | 50 000                                | —                                     | —                          | Departamento de Extranjería y Migración, (INE-DEM, 2021).                                                        |
| País Vasco a        | —                                     | 4 700 000                             | S.16—S.18                  | Hasta 27 % de los chilenos oriundos. P. Oyanguren, 2000. A. Sande, 2008. A. Madariaga, 2008.                     |
| Reino Unido         | 6 668                                 | 700 000                               | S.19—S.20                  | Embajada Británica en Chile, según Proyecto Biografía de Chile, 2012.                                            |
| Francia             | 10 520                                | 500 000—800 000                       | S.19—S.20                  | R. Dubertrand, 2019.R. Parvex, Hommes and Migrations, 2014.                                                      |
| Cataluña a          | —                                     | 521 000                               | S.16—S.19                  | 3 % de los apellidos chilenos. L. Thayer, 1989.                                                                  |
| Alemania            | 9 689                                 | 500 000—600 000                       | S.19—S.20                  | Cámara Chileno-Alemana de Comercio, según DW.R. Parvex, Hommes and Migrations, 2014.                             |
| Palestina           | 5 620                                 | 300 000—500 000                       | S.19—S.20                  | Espín, 2020. International Business Time, 2013.                                                                  |
| Italia              | 6 075                                 | 150 000—600 000                       | S.19—S.20                  | R. A. Peri, 1989.Migranti Torino, 2004.R. Parvex, Hommes and Migrations, 2014.                                   |
| Croacia             | —                                     | 200 000—400 000                       | S.19—S.20                  | Corporación Cultural Chileno-Croata Domovina, 2015. Gobierno de Croacia, 2013.                                   |
| Portugal            | —                                     | 174 000                               | S.16—S.18                  | 1 % de los apellidos chilenos. L. Thayer, 1989.                                                                  |
| Israel              | —                                     | 150 000—175 000                       | S.19—S.20                  | G. Zaliasnik, 2010.H. Harvey, 2012.                                                                              |
| Siria               | —                                     | 60 000—200 000                        | S.19—S.20                  | 1.º dato: Agar, 2021. 2.º dato: EPOA, 2001; cruzado con International Business Time, 2013.                       |
| Irlanda             | —                                     | 120 000                               | S.19—S.20                  | O'Higgins Tours, 2010.                                                                                           |
| Grecia              | —                                     | 100 000                               | S.19—S.20                  | R. Parvex, Hommes and Migrations, 2014.                                                                          |
| Suiza               | 6 097                                 | 100 000                               | S.19—S.20                  | Embajada Suiza e Instituto Cultural de Providencia, 2010; J. Córdoba-Toro, 2018; Consejo Federal de Suiza, 2019. |
| Países Bajos        | —                                     | 50 000                                | S.19—S.20                  | — |
| Líbano              | —                                     | 32 000                                | S.19—S.20                  | 4 % de los árabes (EPOA, 2001). Datos cruzados con International Business Time, 2013.                            |
| Serbia              | —                                     | 21 000                                | S.19—S.20                  | 5 % de la inmigración yugoslava, en relación con el restante 95 % correspondiente a inmigración croata.          |
| Gitanos             | —                                     | 20 000                                | S.20                       | H. Marsh, Universidad de Anglia del Este, 2016.                                                                  |
| China               | 15 696                                | 20 000                                | S.20                       | Departamento de Extranjería y Migración, (INE-DEM, 2019), y La Tercera.                                          |
| Polonia             | —                                     | 10 000                                | S.19—S.20                  | Stowarzyszenie Wspólnota Polska, 2007.                                                                           |
| Suecia              | —                                     | 5 000                                 | S.21                       | Svenskar i Världen, 2022.                                                                                        |
| Japón               | —                                     | 3 000                                 | S.20                       | Gobierno de Japón, 2017.                                                                                         |
| Corea del Sur       | —                                     | 2 700                                 | S.20                       | Diario La segunda, 2014.                                                                                         |
| Hungría             | 1 306                                 | 2 000                                 | S.20                       | Datosmacro, 2019. Nemzetpolitikai Kutatóintézet, según Programa Kőrösi Csoma Sándor, 2015.                       |
| Total               | 1 625 074 (2022)                      | —                                     | —                          | Ministerio del Interior, 2024.                                                                                   |

Notas: a = perteneciente a España.

## Inmigración americana
Si bien durante toda su historia, Chile ha recibido a grupos de inmigrantes de origen latinoamericano, la estabilidad política y económica de las últimas décadas ha sido uno de los factores determinantes en la entrada creciente de inmigrantes de dicho origen al país. Aunque el mayor número corresponde al de argentinos y peruanos por su cercanía con el país, también ha ingresado un buen número de bolivianos, brasileños, canadienses, centroamericanos, colombianos, cubanos, ecuatorianos, estadounidenses, mexicanos, uruguayos y venezolanos. Al término de 2019 correspondieron aproximadamente al 8 % de la población del país, sin considerar sus descendientes, por efectos del ius soli.

### Inmigración de Sudamérica

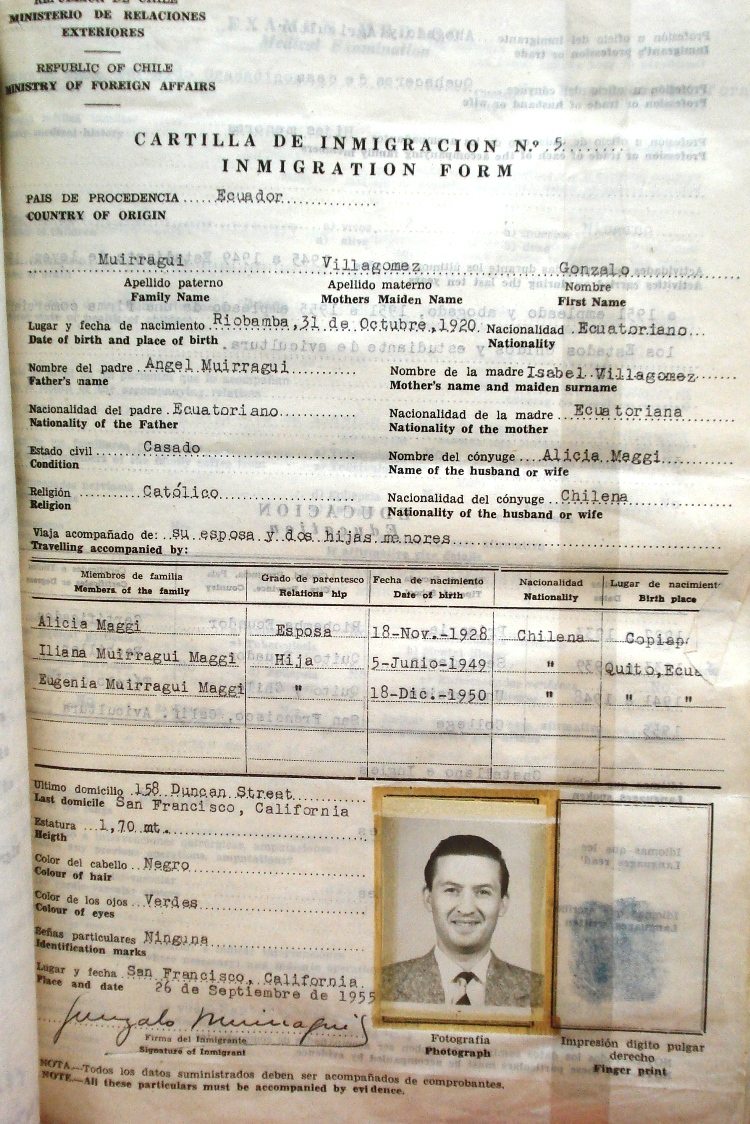
Cartilla de inmigración del Ministerio de Relaciones Exteriores de Chile, de un ciudadano ecuatoriano de 1955. Colección del Archivo Nacional de Chile.
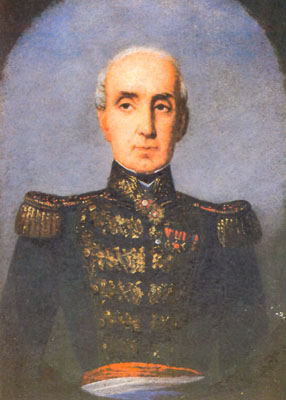
Manuel Blanco Encalada, nacido en Argentina, convertido posteriormente en presidente de Chile.
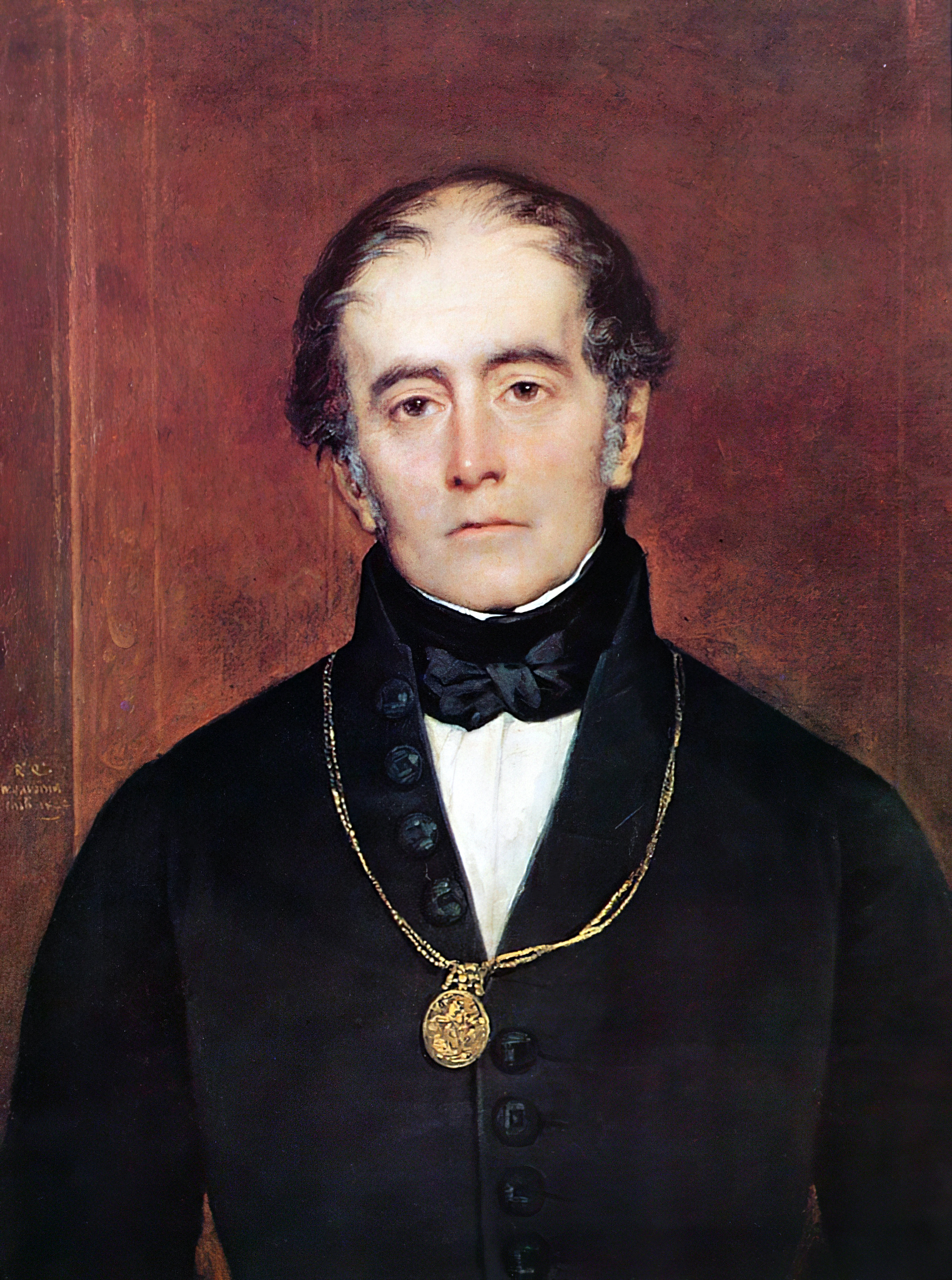
El venezolano-chileno Andrés Bello, primer rector de la Universidad de Chile, y redactor del Código Civil de Chile.
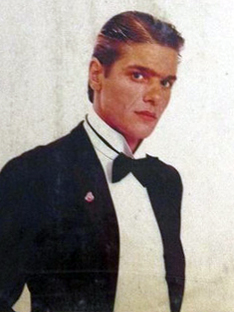
Gervasio Viera, cantautor uruguayo nacionalizado chileno.
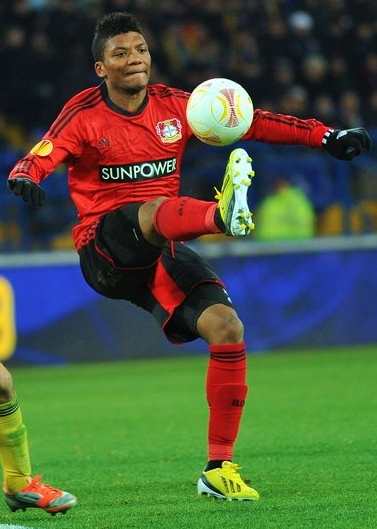
Junior Fernandes da Silva, futbolista chileno descendiente de brasileños.
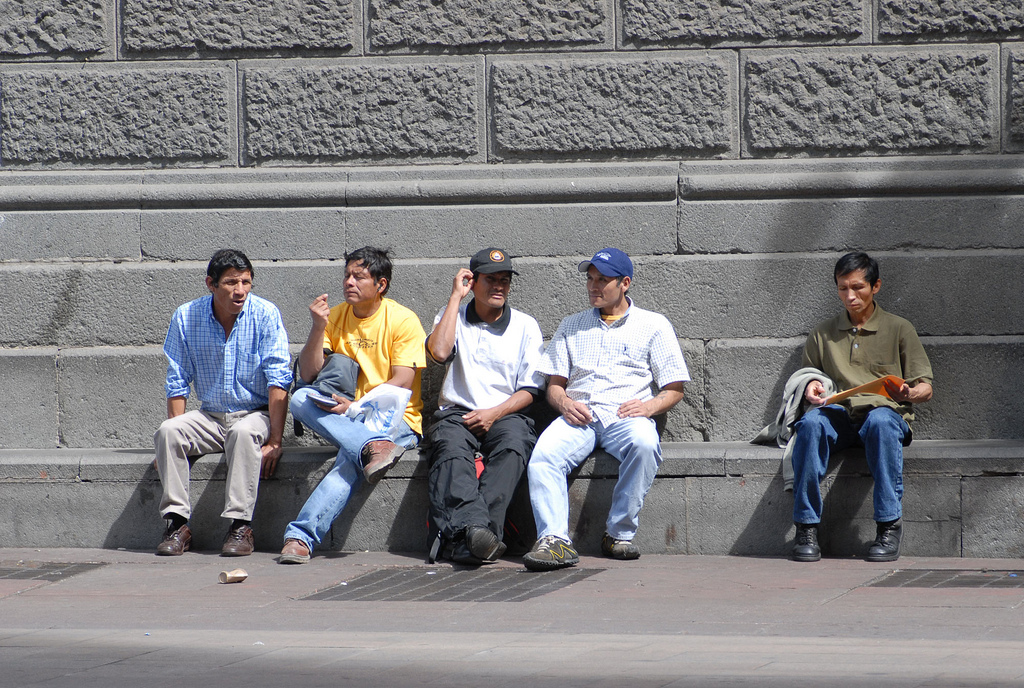
Inmigrantes peruanos en Plaza de Armas, considerada la Pequeña Lima de Santiago de Chile.

#### Inmigración venezolana
La inmigración de venezolanos a Chile ha sido una de las de mayor crecimiento durante el decenio de 2010, debido principalmente al deterioro económico de Venezuela y el régimen político instaurado en tal país, que ha llevado a miles de venezolanos a emigrar desde su país a distintos destinos latinoamericanos, siendo Chile unos de los principales receptores. Durante los años 2014 a 2024, la migración venezolana a Chile aumentó de forma explosiva, pasando de 2275 en 2014, a 400 000 en 2019, y a 700 000 en 2024, según cifras del Departamento de Extranjería y Migración de Chile (DEM), convirtiéndose en el grupo inmigrante más importante del país. Este flujo tiene entre sus motivos la estabilidad económica de Chile, el bajo desempleo, el idioma y la facilidad para obtener el estatus legal, frente a la crisis económica que enfrentaba Venezuela. En general se destaca por ser una inmigración desordenada que no cuenta con papeles, lo.que ha provocado incidentes en zonas fronterizas como Iquique
Pese a lo anterior, hay antecedentes de algunos inmigrantes venezolanos que dejaron su huella desde los inicios de la República de Chile, siendo los intelectuales Andrés Bello y Simón Rodríguez los más célebres, el primero de ellos por haber sido el primer rector de la Universidad de Chile, y el redactor del Código Civil de Chile. En la actualidad, la comunidad se ha asentado principalmente en Santiago, Valparaíso y Viña del Mar, Concepción, La Serena, y Puerto Montt.

#### Inmigración peruana
Tras el regreso a la democracia en 1990, y por los próximos 20 años, los inmigrantes del Perú se convirtieron en el grupo americano más importante del país, hasta que en la década de 2010 fuesen sobrepasados por la inmigración venezolana. A 2019 se registraron un total de 223 923 peruanos residiendo en Chile. A partir de 2014 su crecimiento se atenuó, y se ha registrado un incremento menor pero gradual de retornos a Perú. En términos históricos, los lazos entre ambas regiones han sido fuertes desde la época colonial. Chile formó parte del Virreinato del Perú como una Gobernación y luego como una Capitanía General independiente desde 1798. Tras la guerra del Pacífico que enfrentó a Chile contra la alianza Bolivia-Perú entre 1879 y 1883, Chile incorporó los territorios peruanos del Departamento de Tarapacá, y las provincias de Arica, Tacna (hasta 1929) y Tarata (hasta 1925). En estas zonas del norte de Chile, que fueron chilenizadas desde 1910, se mantuvieron relaciones principalmente de carácter económico, cultural o incluso familiar. De este proceso hubo la anexión también de poblaciones afroperuanas, cuyos descendientes proporcionaron algunas de las pocas comunidades afrochilenas históricas, principalmente en la región de Arica y Parinacota.
A fines del siglo XX se comenzó a producir un rápido crecimiento de los inmigrantes peruanos en la zona central del país a causa de la prosperidad económica que tenía Chile. Aunque llegaron inmigrantes peruanos de distintos orígenes socioeconómicos, la mayoría de estos peruanos eran de origen socioeconómico bajo, en busca de nuevas oportunidades para sus familias, por lo que comenzaron a desempeñarse en oficios de bajas remuneraciones, como obreros o asesoras del hogar, y estos pocos ingresos los enviaban a sus familias en su país de origen. Incluso, muchos de estos ingresaban de forma ilegal al país. Sin embargo, la crisis asiática que afectó a Chile desde 1998 provocó un alza en las cifras de desempleo, superando el 12 %, mientras la inmigración peruana aumentaba. Estos hechos provocaron que la opinión pública comenzara a discutir sobre la situación de la colonia peruana en Chile, mientras muchas personas afirmaron que los inmigrantes estaban quitando los empleos de los chilenos. No obstante, también los peruanos han ingresado a rubros como la gastronomía, ofertando la gastronomía de su país. En Chile hay 400 restoranes peruanos y en Santiago 150 aproximadamente.
En la actualidad, los inmigrantes peruanos forman una de las principales colonias extranjeras en Chile. Pequeña Lima le llaman en algunos grupos de peruanos a uno de los principales lugares de encuentro de la colonia peruana: las inmediaciones de la Plaza de Armas de Santiago de Chile, lo que ha motivado que algunos grupos cuestionen a las autoridades chilenas por permitir la utilización del centro histórico y símbolo de la ciudad por parte de los inmigrantes. Los peruanos en Chile según el último informe migratorio del Perú estima en 254 581 legales e ilegales residiendo principalmente en Santiago de Chile.

#### Inmigración colombiana
En Chile se han asentado 146 582 colombianos en Chile, fundamentalmente en las regiones mineras del norte del país, como así también en Santiago de Chile. Esta comunidad ha llegado al país en búsqueda de mejores oportunidades económicas o académicas, pero en general, existe también una gran xenofobia y racismo hacia la comunidad afrodescendiente colombiana, que es una de las principales vertientes de esta inmigración, proveniente mayoritariamente de la región Pacífico de Colombia.

#### Inmigración boliviana
La inmigración boliviana, está compuesta por más de 122 773 personas al 31 de diciembre de 2017. Concentrándose en más de un 70 % en el Norte Grande del país. Desde el Servicio Nacional de Inmigración de Bolivia estimaron 50 000 bolivianos residentes en Chile en 2009. Entre 2011 y 2015 llegaron 103 640 bolivianos, convirtiéndola en la cuarta mayor comunidad extranjera en Chile.
Dentro de los inmigrantes bolivianos más destacados residentes en Chile, se encuentran el cantante de cumbia Adrián Chauque, de la agrupación «Adrián y Los Dados Negros».

#### Inmigración argentina
Se trata de un fenómeno de larga data que se remonta a la Independencia de Chile y a la época del Ejército de los Andes. Los primeros argentinos llegaron cuando se puso en marcha, en 1823, la Organización de la República de Chile luego de la Independencia, como fueron los casos de Cornelio Saavedra, Estanislao Lynch, Juan Gregorio Las Heras, Domingo Faustino Sarmiento y Bartolomé Mitre. Tuvo su durante la crisis económica y social de Argentina que explotó a fines del año 2001. Las principales colonias argentinas se ubican en las ciudades de Santiago, Valparaíso, en Colina y la zona de la Patagonia. Se estima que alrededor de 72 800 mil argentinos viven en Chile en la actualidad

#### Inmigración ecuatoriana
Según el Departamento de Extranjería y Migración (DEM) de Chile, hay 36 994 ecuatorianos viviendo en el territorio chileno, cifra que ha aumentado significativamente desde 1990. Los inmigrantes ecuatorianos corresponden tanto a profesionales, principalmente en el rubro de salud, como a mano de obra no calificada que se desempeñan en diversos oficios.

#### Inmigración uruguaya
Uruguay es uno de los países con menor flujo migratorio en Chile, si se compara sólo con los países sudamericanos, notandose un crecimiento marcado desde el año 2019.
En 2015, se estimaba en unos diez mil los ciudadanos uruguayos residentes en Chile

#### Inmigración paraguaya
De acuerdo a los datos del censo chileno de 2002, habían 1222 ciudadanos de nacionalidad paraguaya residentes en territorio chileno, siendo en ese entonces la novena comunidad más numerosa de inmigrantes en Chile. Mientras que en el censo chileno de 2017, se registraron 4492 ciudadanos paraguayos, que si bien esta cifra significó un incremento del 343 % de residentes paraguayos, debido principalmente al aumento explosivo de otros inmigrantes latinoamericanos, sólo representó el 0,6 % del total de los extranjeros en el país, descendiendo a una de las veinte mayores diásporas en Chile.

#### Inmigración brasileña
Los inmigrantes brasileños representaban, hasta el año 2014, el 3 % del total de extranjeros en el país, según el informe del Departamento de Extranjería y Migración del gobierno chileno. Según el censo chileno de 2002 residían cerca de 8900 migrantes brasileños en Chile, de acuerdo a un informe de fines de 2020, residen 19 980 personas.

### Inmigración del Caribe, Norte y Centroamérica

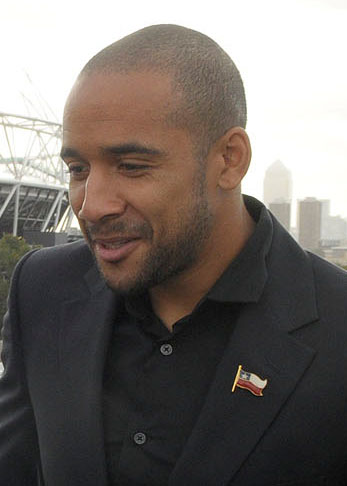
Jean Beausejour, futbolista chileno descendiente de haitianos.
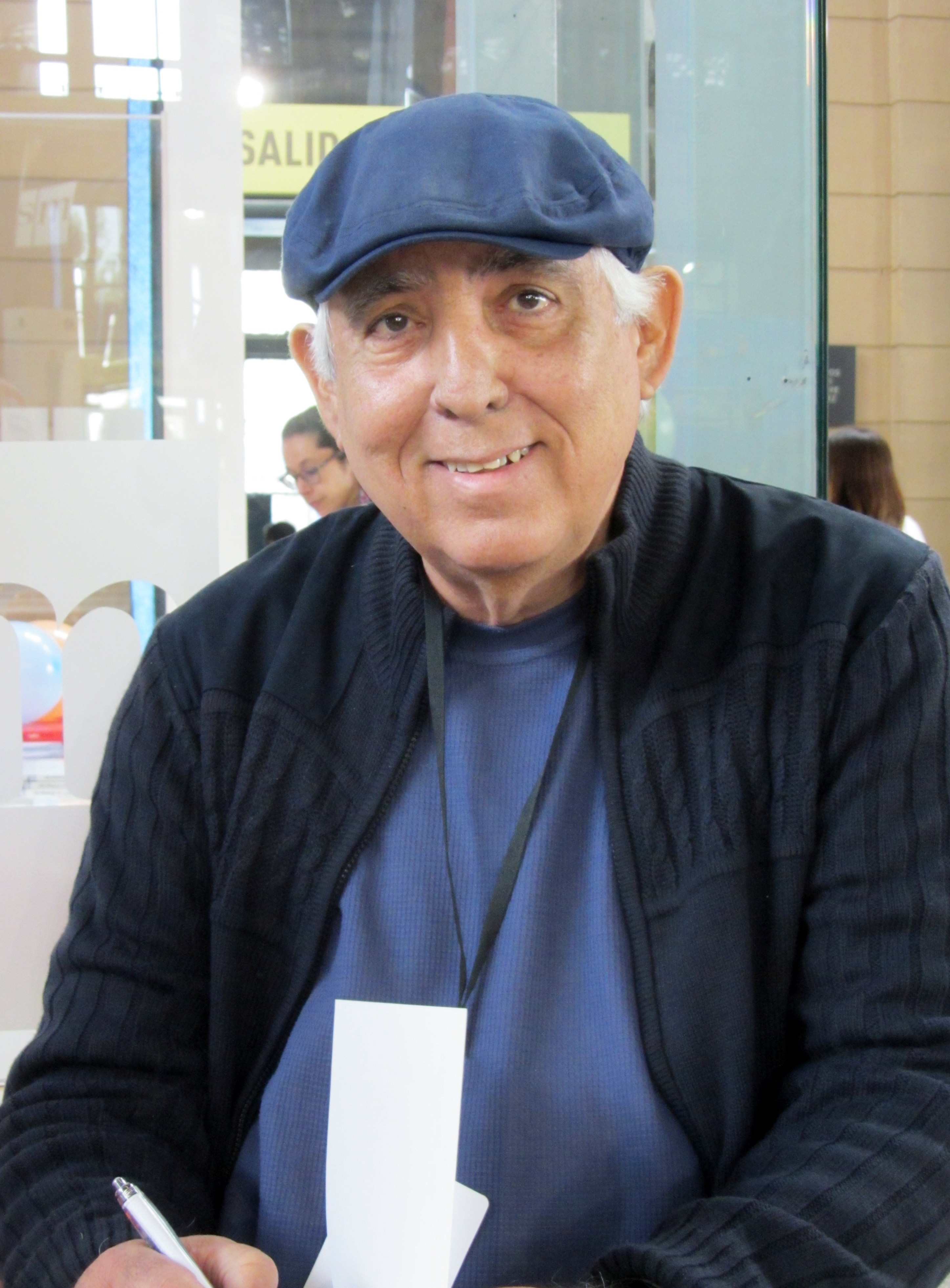
José Pelayo, escritor cubano nacionalizado chileno.
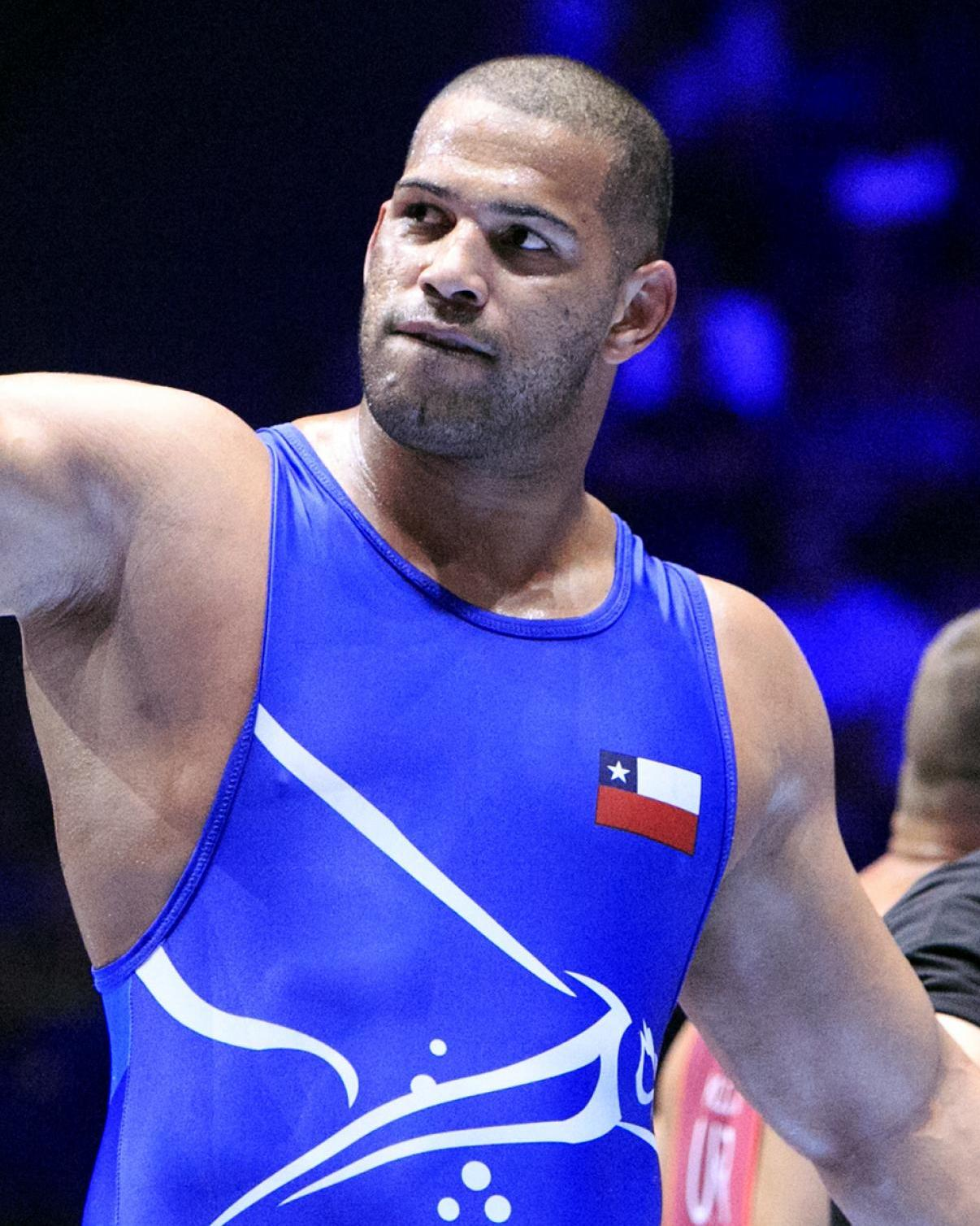
Yasmani Acosta, luchador olímpico cubano nacionalizado chileno.
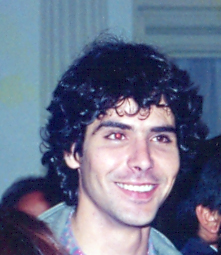
Juan Falcón, actor cubano nacionalizado chileno.
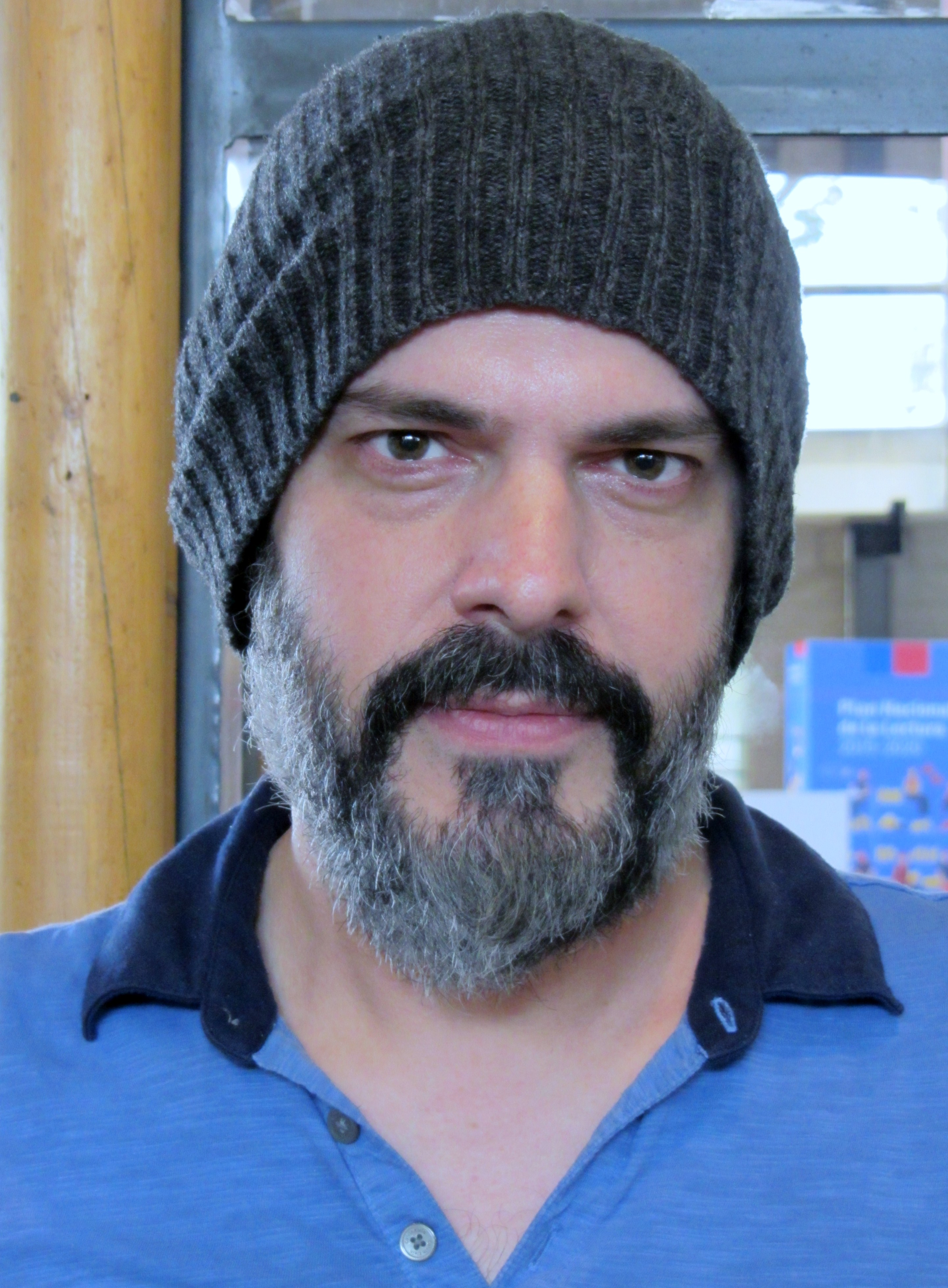
Mike Wilson, escritor de ascendencia estadounidense y argentina.
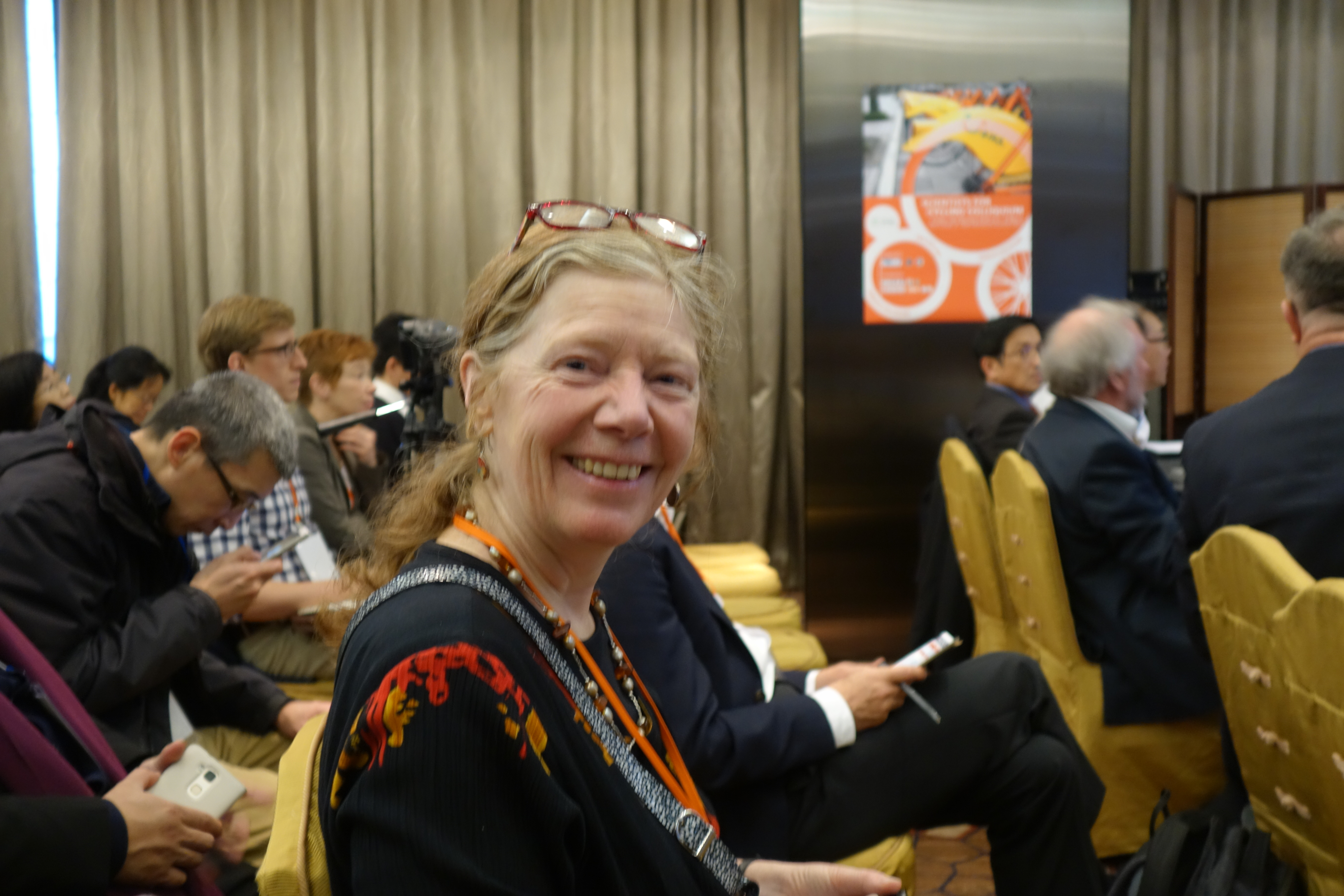
Lake Sagaris, escritora canadiense radicada en Chile.

#### Inmigración haitiana
Los inmigrantes haitianos en Chile se han asentado preferentemente en el Gran Santiago, en comunas como Renca, Quilicura, Recoleta, Independencia y Estación Central. Es una de las migraciones que más ha crecido en Chile durante el siglo XXI, con un 731 % entre 2013 y 2016. Previo a 2013, se estimaban unos 4000 inmigrantes haitianos, mientras en el censo de 2002 la población haitiana residente en Chile era sólo de 50 personas. Durante 2016 ingresaron en total unos 48 783 haitianos a Chile y durante el año 2017 ingresaron 104 782 personas. El 68 % de los migrantes haitianos fueron hombres, versus el 32 % de mujeres, y los rangos etarios dominantes fueron en un 44 % entre 15 y 29 años, y en otro 44 % entre 30 y 44 años, siendo por tanto, una inmigración de población económicamente activa. La migración se produjo de forma directa desde Haití o desde comunidades migrantes haitianas existentes en Brasil y República Dominicana.
Juntos a las comunidades colombiana y dominicana fue llamada comunidad emergente, dado su gran crecimiento en la década de 2010, así como por su búsqueda de mejores condiciones de vida, y por el aspecto llamativo de su color, que previamente era inusual de ver en Chile. Los hijos de inmigrantes haitianos nacidos en Chile han producido una nueva generación de raza negra, históricamente casi inexistentes en el país. A diferencia de otras poblaciones latinoamericanas, los haitianos no son hablantes nativos de la lengua española y muchos no conocen el idioma, lo que llevó a muchas organizaciones públicas y comunitarias a crear cursos de español para ellos. En comunas donde la población haitiana es alta las administraciones locales tuvieron que poner a disposición intérpretes en hospitales y colegios de criollo haitiano, para satisfacer las necesidades básicas de este colectivo.

#### Inmigración dominicana
La inmigración dominicana en Chile ha sido de menor consideración. Sin embargo, durante la década de 2010, ha crecido exponencialmente el número de inmigrantes dominicanos, hasta alcanzar las 20 000 personas.

#### Inmigración estadounidense
Aunque no tienen la importancia de las colonias antes mencionadas, existe un importante número de inmigrantes provenientes de otros países del continente. Según el último informe de la Organización Internacional para las Migraciones en 2015, más de 15 000 personas provenían de los Estados Unidos, los que habían llegado al país principalmente para trabajar en empresas multinacionales por lo que poseen títulos profesionales y una buena situación económica.

#### Inmigración mexicana
El pueblo mexicano se considera una colonia pequeña en Chile y en relación con la cantidad de chilenos en México por millón de habitantes es mayor la cantidad de migración chilena a ese país, que a 2010 ya ascendía a 5267 residentes chilenos en el país azteca. Al 31 de diciembre de 2019, según cifras del Departamento de Extranjería y Migración, residen aproximadamente 10 380 mexicanos en Chile.

#### Inmigración cubana
La inmigración cubana en Chile también es baja importancia, sin embargo a diciembre de 2019 residen en el país cerca de 16 253 inmigrantes cubanos.

## Inmigración europea
La inmigración europea en Chile se inicia en el período colonial, a partir del siglo XVI, momento en el cual el dominio del Imperio español trajo consigo una importante inmigración de contingentes ibéricos, que se asentaron, naturalizaron y mestizaron con la población americana originaria, constituyendo así la principal vertiente de ascendencia de la población chilena, y el principal origen del flujo de inmigrantes hasta la independencia. Destaca aquí una primera fundación de origen castellano, así como la posteriormente contundente presencia de inmigrantes de origen vasco, cuyos nacidos en tierra europea llegaron a constituir el 27 % de la población de Chile hacia el siglo XVIII. También en esta época destacaron los aportes de catalanes y portugueses.
Después de la independencia, y a lo largo de los siglos siglo XIX y siglo XX, diversos grupos de inmigrantes europeos llegaron al país, principalmente: españoles, franceses, británicos, alemanes, italianos, croatas, neerlandeses, rusos, griegos, austríacos, belgas, judíos askenazíes, suizos, armenios, polacos, húngaros, entre otros. A principios del siglo XX, sus inmigrantes, nacidos en sus países de origen y sin contar a sus descendientes, llegaron a representar un 5,1 % de la población nacional, con la excepción de Magallanes, donde una de cada cuatro personas había nacido en el extranjero, mayormente en el continente europeo, esquema comparable con la situación ocurrida por aquella época en la República Argentina. Así, los inmigrantes de naciones germanas se asentaron principalmente en las regiones de la Araucanía, de Los Ríos y de Los Lagos; los españoles e italianos en Santiago, Magallanes, Valparaíso y Antofagasta; los croatas en las regiones de Antofagasta y Magallanes; y los británicos (casi en su totalidad ingleses) en Magallanes, Valparaíso y Antofagasta.

### Inmigración de Europa Occidental

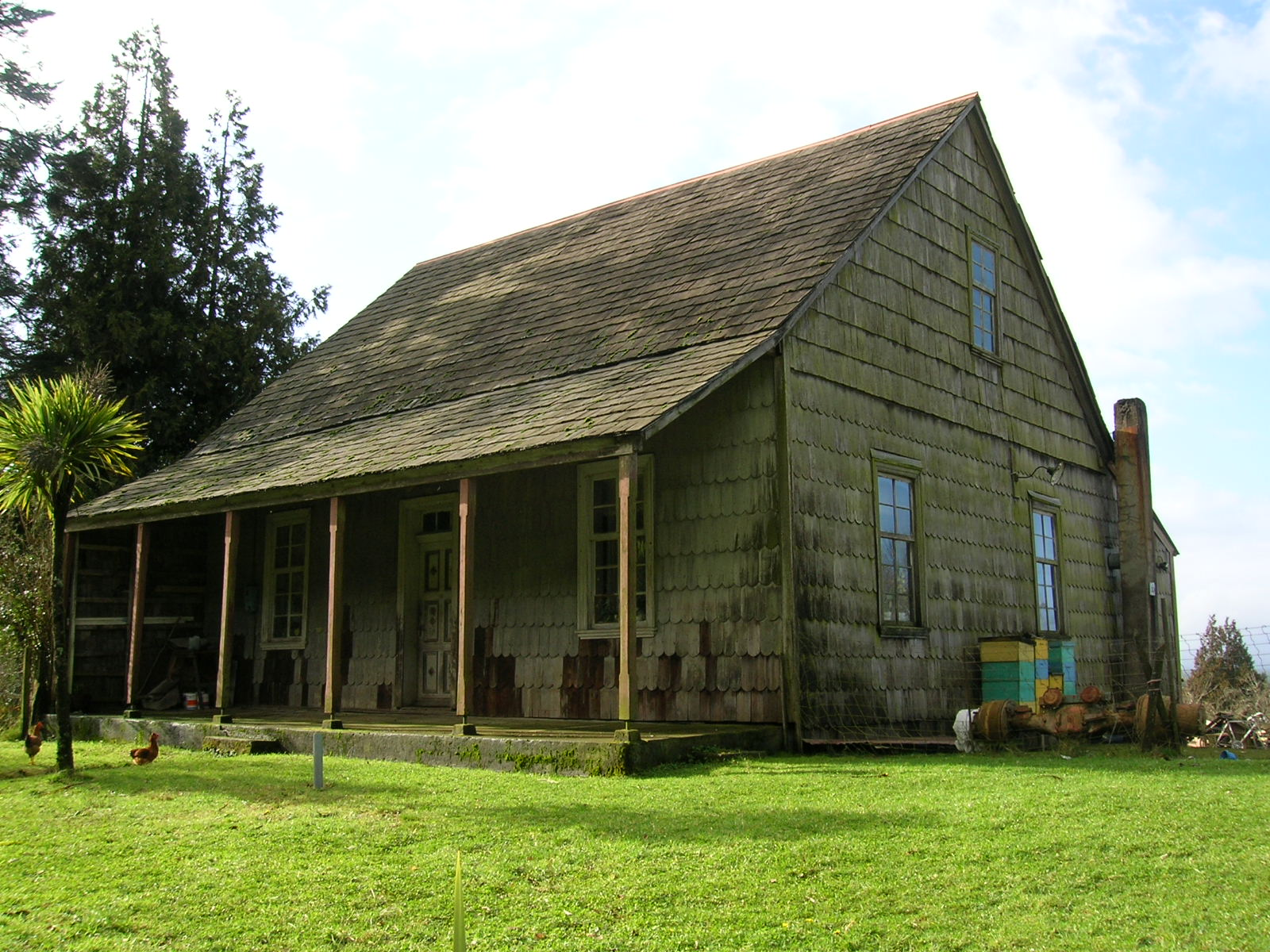
Casa típica de colonos alemanes en el sur de Chile, cerca de Puerto Varas.
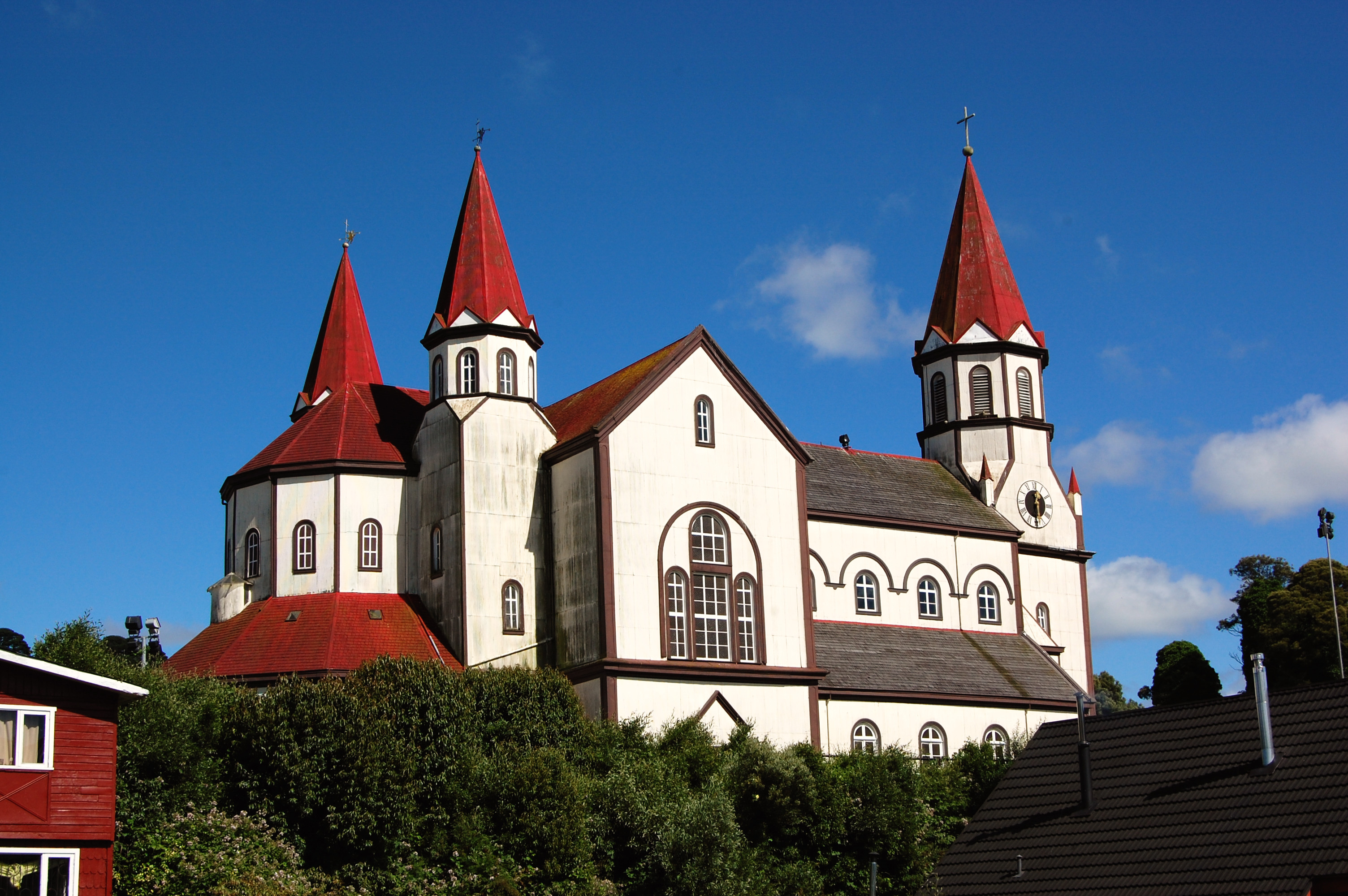
Iglesia parroquial de estilo alemán en Puerto Varas.
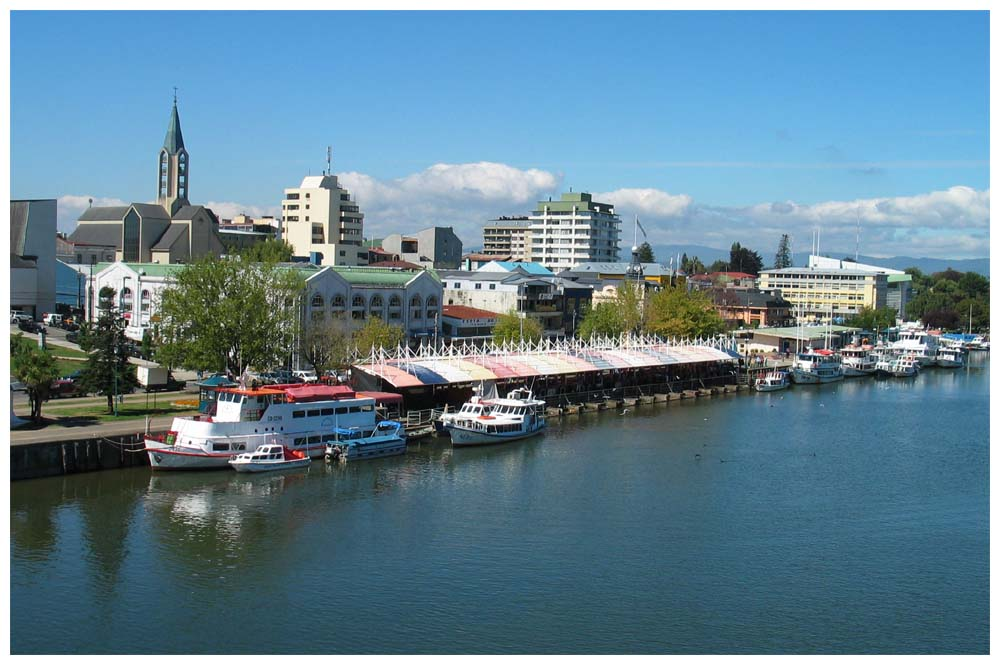
Valdivia, puerta de entrada de los inmigrantes alemanes en Chile.
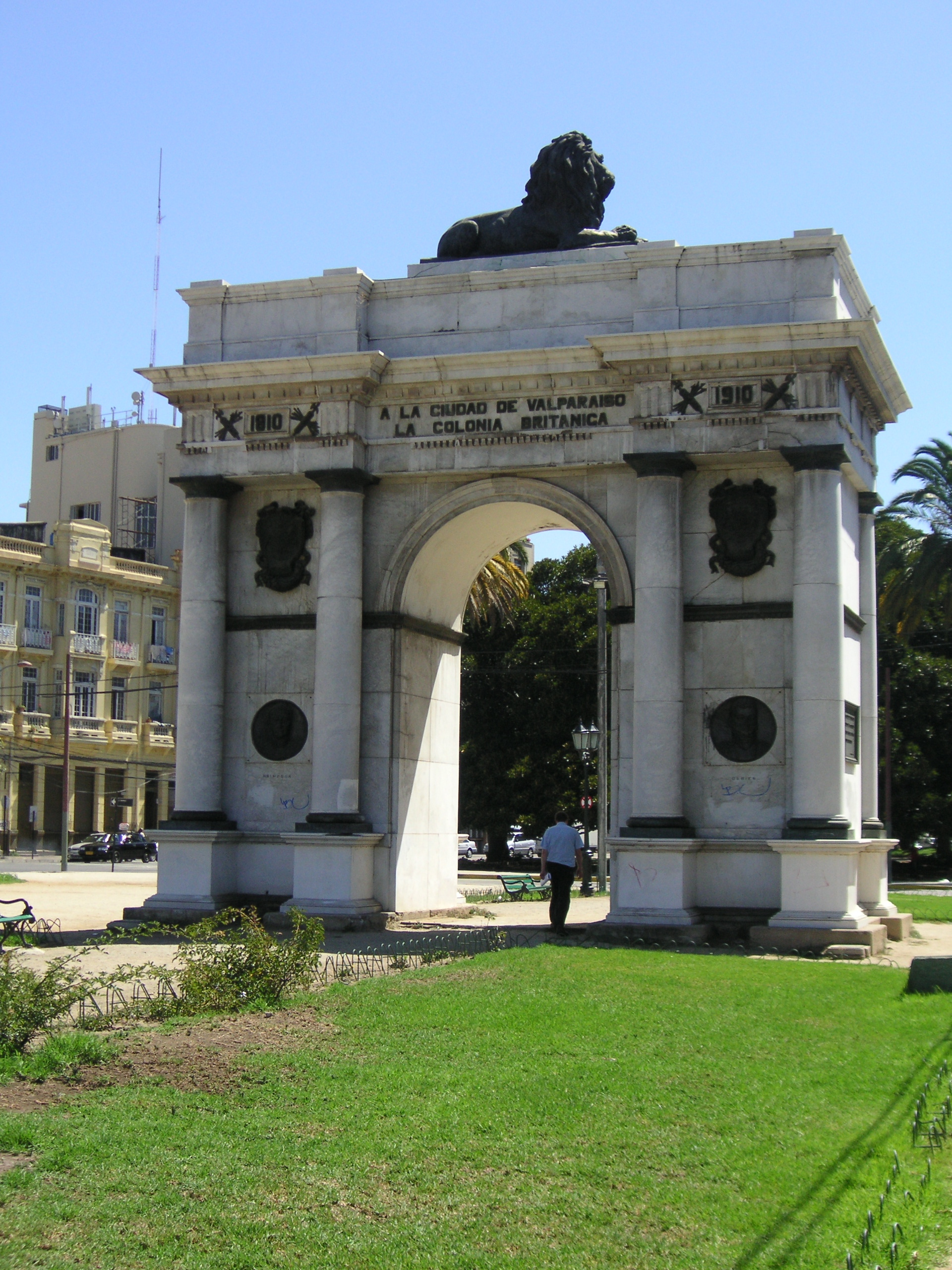
Arco Británico, ubicado en la ciudad de Valparaíso.
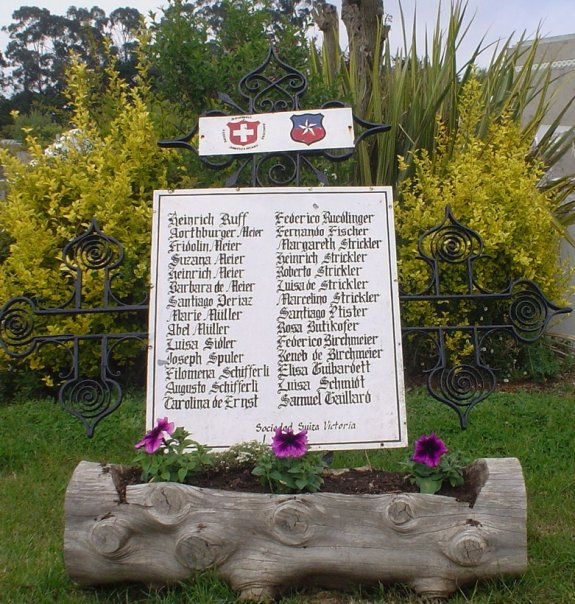
Placa del Cementerio Suizo, ubicado en Victoria, Región de la Araucanía.
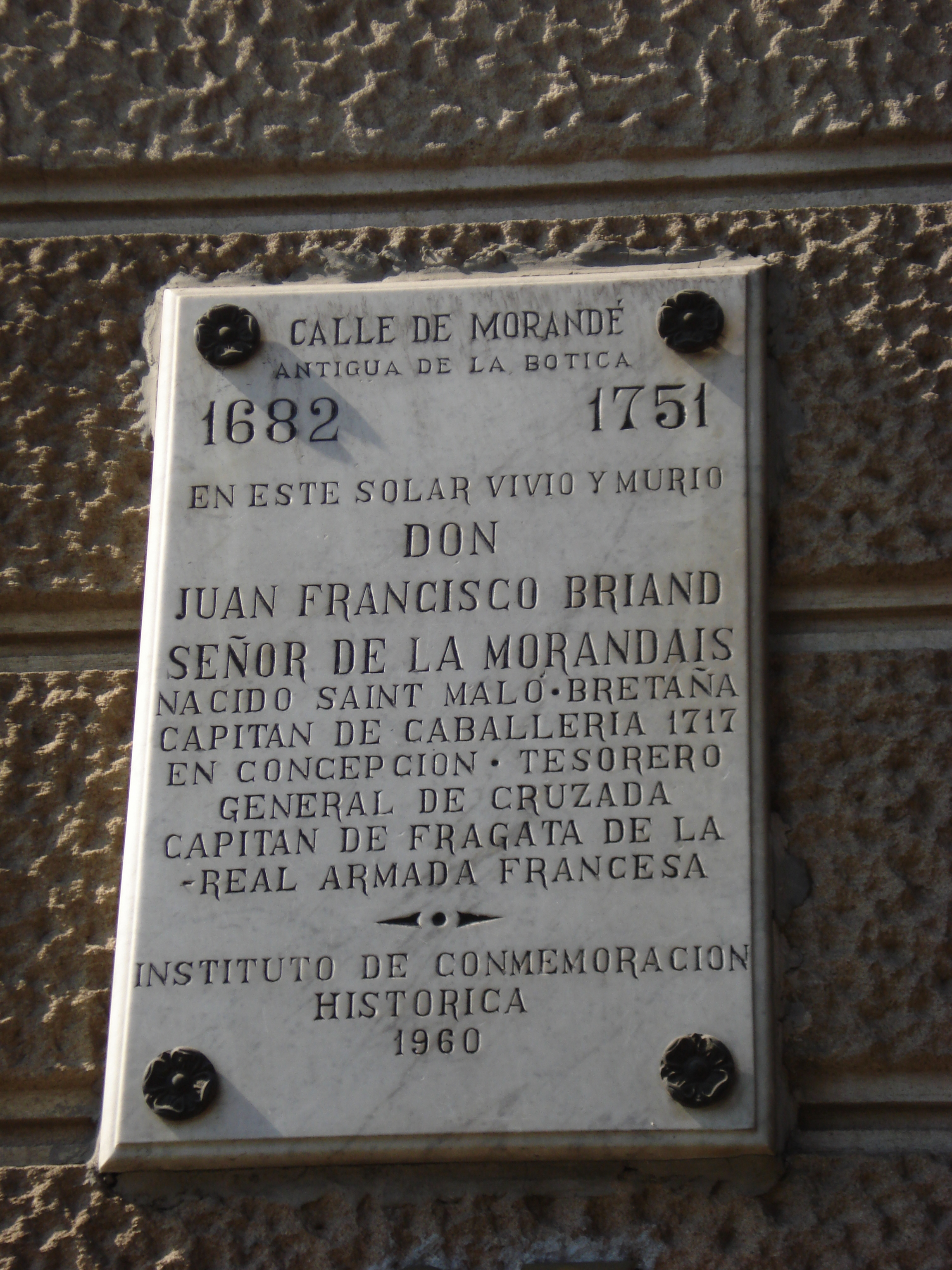
Placa donde antiguamente se ubicaba la casa del inmigrante francés Morandais, del que surgió el apellido chileno Morandé.

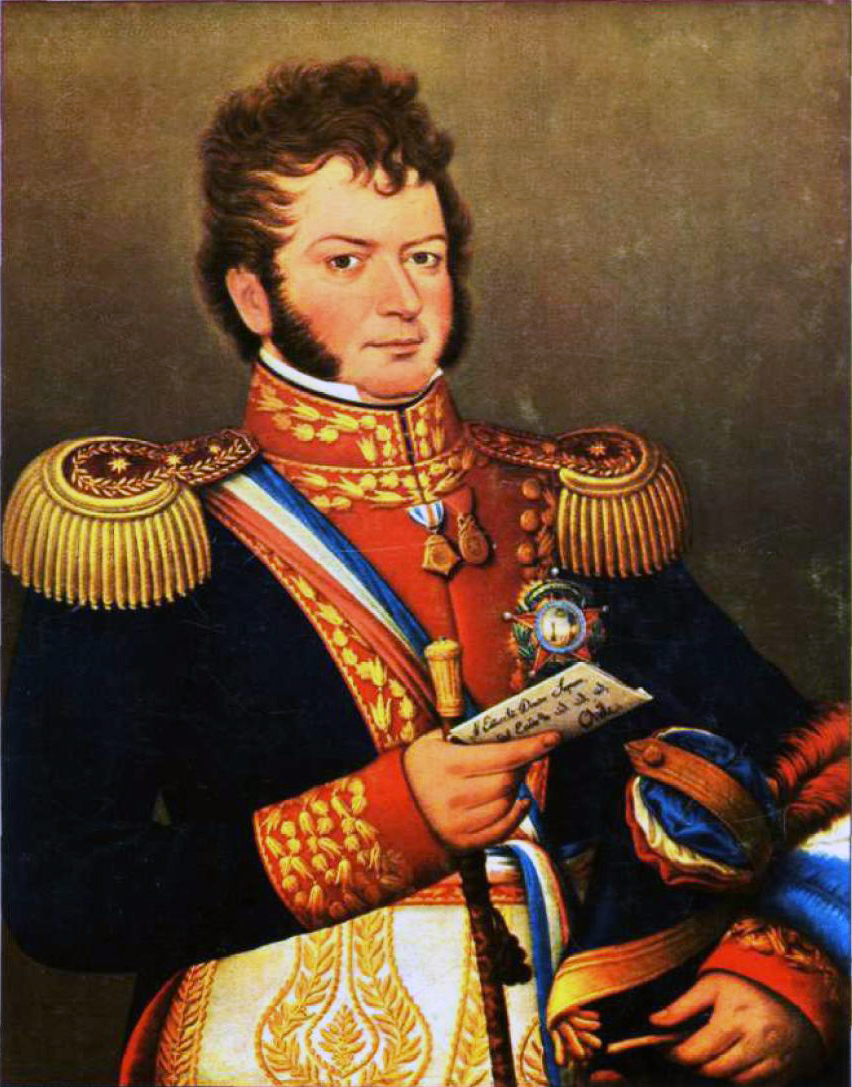
Bernardo O'Higgins, descendiente de irlandeses y españoles, considerado el padre de la patria de Chile.
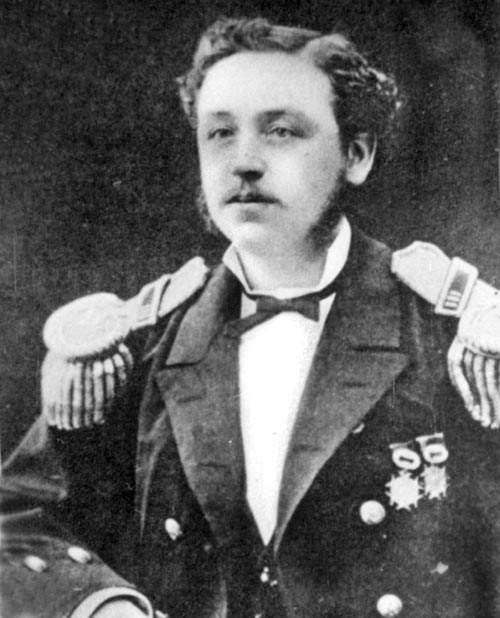
Carlos Condell, descendiente de británicos, héroe militar chileno durante la Guerra del Pacífico en 1879.
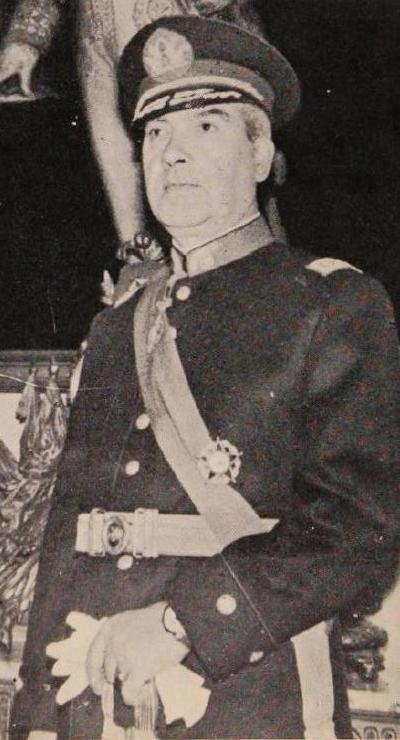
René Schneider Chereau, de origen alemán y francés, comandante en jefe del ejército, entre 1969 y 1970.
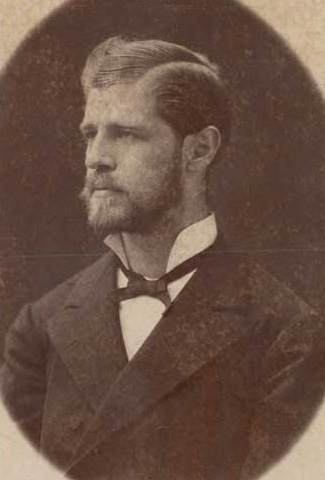
Germán Riesco Errázuriz, presidente de Chile entre 1901 y 1906, de ascendencia vasca.
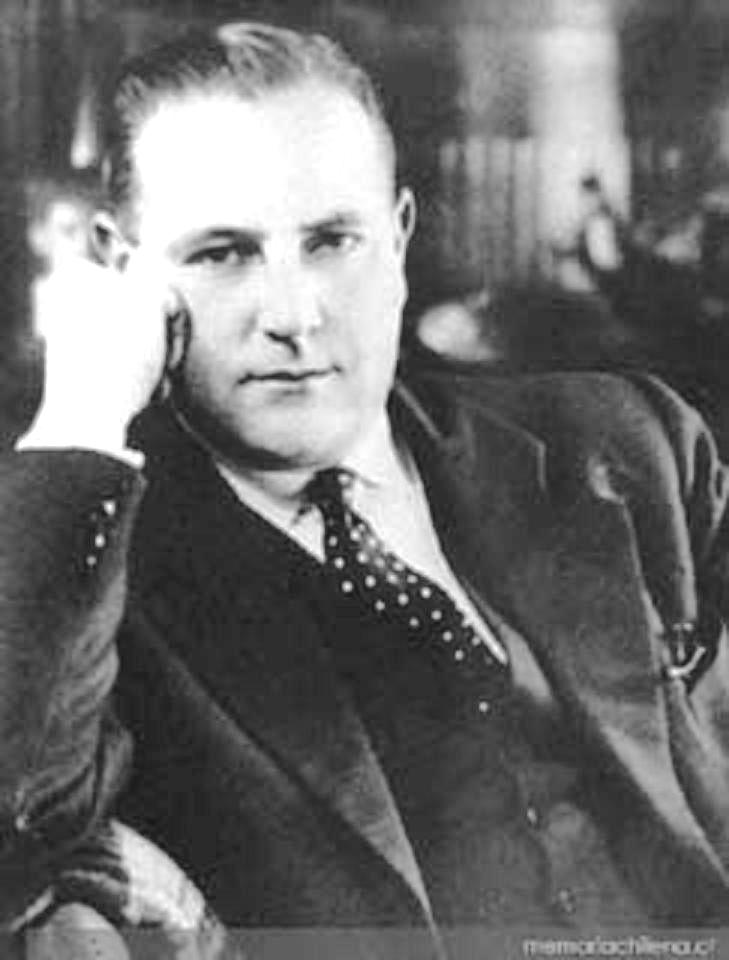
Benjamín Subercaseaux, de ascendencia francesa, inglesa y vasca, Premio Nacional de Literatura en 1963.
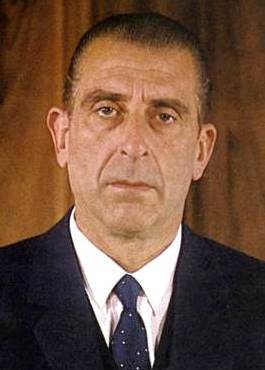
Eduardo Frei Montalva, de ascendencia suiza, presidente de Chile entre 1964 y 1970.

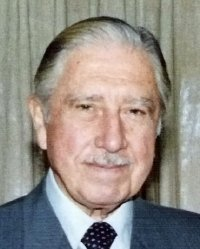
Augusto Pinochet, de ascendencia francesa, comandante en jefe del ejército de Chile y dictador entre 1973 y 1990.
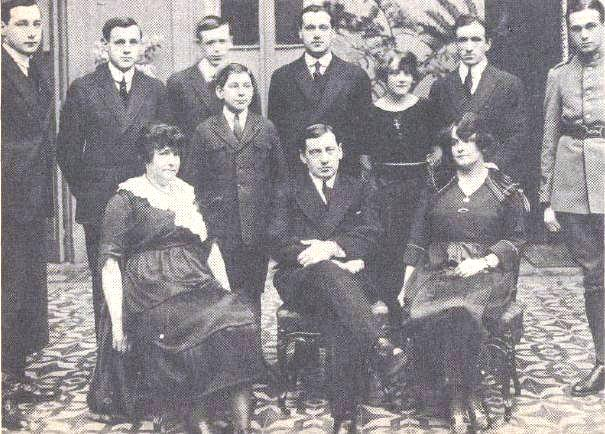
Familia Alessandri en 1920, de donde surgen dos Presidentes de Chile con ascendencia italiana: Arturo Alessandri y Jorge Alessandri.
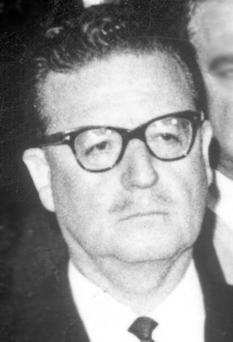
Salvador Allende Gossens, de herencia vasca y belga, presidente de Chile entre 1970 y 1973.

#### Inmigración española
La inmigración española fue la más importante durante el periodo colonial, y determinó de manera importante el mayor acervo genético y cultural de la población chilena, abarcando sus descendientes prácticamente a todos los ciudadanos chilenos descontando inmigraciones recientes. Ahora bien, siendo Chile ya una república independiente, la inmigración hispana se ha estimado en unas 60 000 personas, que se radicaron entre 1880 y 1940. Por motivo de la guerra civil española, se produjo la llegada a Chile de unas 5000 personas, mayoritariamente catalanes y vascos a fines de los años 1930. Destaca el arribo del barco Winnipeg a Valparaíso en 1939, con 2200 inmigrantes españoles refugiados, republicanos o comunistas de aquella guerra provenientes desde Francia, por iniciativa de Pablo Neruda, delegado chileno enviado a Francia a efectuar las gestiones pertinentes. También llegaron 12 637 españoles a la Araucanía durante 1883 y 1901, luego de la ocupación. A estos colonos se les adjudicaron tierras en la depresión intermedia y sus descendientes están radicados principalmente en Temuco, Concepción y Ercilla.
En la actualidad, la colonia hispana sigue siendo la principal del país teniendo su propio club de fútbol, Unión Española, y más de ochenta instituciones de diversos caracteres a lo largo de Chile: benéficas, bomberiles, deportivas, filantrópicas, sociales, educativas, entre otras. Se estima que unos 400 000 chilenos serían descendientes de españoles inmigrados a Chile durante el entresiglo XIX—XX. A fines de 2018 se ha registrado un total de 21 147 personas nacidas en España viviendo en el país, según el Departamento de Extranjería y Migración de Chile.

#### Inmigración vasca
Se estima que entre 1 700 000 (10 %), y 4 700 000 (27 %) chilenos, descienden o llevan algún apellido de origen vasco. Cabe destacar que una parte substancial de la población española, como de la población hispánica en América tienen apellidos de origen vascuence o navarro, predominando en las esferas sociales con mayor patrimonio.
La inmigración vasca es una de las corrientes emigratorias más numerosas e importantes en Chile y al igual que las otras es amplia, notoria y continua a través del tiempo, pudiéndose dividir en períodos históricos: el descubrimiento, fundación y período colonial, la oleada de inmigración del siglo XVIII y las inmigraciones recientes (siglos XIX y XX). La diferencias con otras regiones de origen proviene del grupo que llegó entre 1700 y 1800 que, iniciándose como comerciantes, prosperaron y casaron con las hijas de los antiguos encomenderos de origen del sur de España y se hicieron dueños del poder económico, social y político. Este aspecto les ha dado una cierta preeminencia.
La presencia vasca en Chile comienza en el período de la conquista, pues en las huestes de los primeros colonizadores venía un contingente de naturales de las provincias vascongadas y de Navarra. En el siglo XVI, de las 157 familias de la Península que se establecieron en Chile, 39 de ellas tenían apellidos vascos. Dicho número a lo largo de la colonia fue aumentando progresivamente, destacando los numerosos gobernadores de origen vasco. Hasta el siglo XVIII, el país experimentó una masiva inmigración proveniente de País Vasco y de Navarra, llegando éstos a constituir un 27 % del total de la población chilena colonial, alzándose como el grupo regional más numeroso de la población y desplazando a los naturales y descendientes de nacidos en las regiones de Castilla la Nueva, Castilla la Vieja y Andalucía.
Estas familias inmigrantes se dedicaron inicialmente de forma preferente al comercio, y en los años sucesivos se produjeron numerosos enlaces con familias de origen castellano poseedoras de tierras y títulos, dando origen a un nuevo grupo social conocido en la historia de Chile como «aristocracia castellano-vasca», contándose un total de 20 presidentes de Chile descendientes de vascos. En la segunda mitad del siglo XIX tuvo lugar una nueva oleada de emigración vasca, esta vez tanto de las regiones española como francesa. Este flujo migratorio se extiende, con diversa intensidad, al menos hasta el fin de la guerra civil española.

#### Inmigración francesa
Se estima en 800 000 los descendientes de franceses en Chile. La inmigración proveniente de Francia ha tenido gran relevancia en el desarrollo histórico del país desde el siglo XVIII en adelante, particularmente en algunas zonas específicas, como en las regiones de la Araucanía y el Biobío. Entre los primeros inmigrantes franceses en Chile se cuenta a Claudio Gay, connotado naturista. La inmigración francesa comenzó en el siglo XVIII con la llegada de comerciantes cuando se aliaron las coronas de España y Francia, quienes comenzaron a establecerse cada vez por mayor tiempo en la zona. Dicha presencia fue particularmente importante en la zona de Concepción y Talcahuano, se dice que hubo en un momento frente a Talcahuano más de 15 navíos franceses con 300 tripulantes y pasajeros a bordo.
Entre 1810 y 1825, la inmigración francesa no fue muy numerosa y se compuso principalmente de comerciantes, exiliados políticos, antiguos militares y científicos. Hasta 1860 la inmigración era espontánea, sin embargo hacia fines del siglo XIX se llevaron a cabo políticas de fomento a la inmigración europea para poblar los territorios del sur del país. Entre los años 1840 y 1940 se estima que entraron 25 000 franceses a Chile. Un 80 % de ellos era oriundo del suroeste de Francia, especialmente de los Pirineos Atlánticos, Gironda, Charente Marítimo y zonas del suroeste francés situadas entre Gers y Dordoña.
Los inmigrantes franceses participaron en el desarrollo de diversas actividades comerciales, artesanales, de oficios y profesiones en diversas ciudades del país, en especial en la industria vitivinícola del Valle Central, cuna de los vinos chilenos, además de dedicarse a la fabricación de quesos, tanto artesanal o industrialmente. La presencia de los inmigrantes se fue consolidando con el paso del tiempo, principalmente con el establecimiento de recintos educacionales como la Alianza Francesa, en distintas ciudades de Chile, o deportivos, como el Stade Français y el Sport Français, ambos localizados en Santiago de Chile.

#### Inmigración británica e irlandesa
Se estima que 700 000 chilenos tendría algún ancestro británico e irlandés, siendo Chile el país con mayor número de descendientes de británicos en Latinoamérica. El país se caracteriza también por una importante herencia británica, que influyó en la forma de vida de los chilenos, tales como la adopción de deportes ingleses, como el fútbol, el rugby, el tenis, o la hípica, así como el té como principal infusión, la construcción de viviendas con elementos estilísticos ingleses, o la apertura de instituciones británicas, además de haber influido en la banca y en la marina nacional.
Durante la época colonial, en el siglo XVIII, la inmigración era de origen celta, vale decir, irlandés, galés o escocés; y llegó con cargos designados por la realeza española en buques españoles. La mayoría de ellos eran familias jacobitas que huían de los ingleses; entre ellos, las familias O'Higgins y Rice. Apenas el puerto de Valparaíso abrió sus costas al libre comercio en 1811, los ingleses comenzaron a atracar en Valparaíso. Los primeros en llegar traían consigo herramientas, artículos de loza, lana y algodón, con instrucción de devolverse con cáñamo y cobre. Fue el primer intercambio de lo que sería una arraigada relación comercial entre Gran Bretaña y Chile. En Valparaíso instalaron su colonia más numerosa e importante, levantando barrios de aspecto británico, colegios, clubes sociales y deportivos, organizaciones empresariales y periódicos.
Los ingleses, galeses, escoceses e irlandeses llegaron a ser más de 20 000 en el apogeo del puerto de Valparaíso. La influencia de la colonia británica es decisiva para entender el auge y la decadencia del puerto de Valparaíso. La colonia inglesa, además, tuvo gran importancia en la zona norte del país durante el auge salitrero, principalmente durante la bonanza del salitre a fines del siglo XIX y comienzos del siglo XX, en los puertos de Iquique y Pisagua. John Thomas North, el rey del salitre, fue el principal empresario de la minería de los nitratos. Los británicos dejaron su legado plasmado en las calles del centro histórico de la ciudad de Iquique. Sin embargo, dicha presencia llegó a su fin con la crisis salitrera durante los años 1930. A la región de Magallanes también llegó un importante contingente de inmigrantes británicos, principalmente escoceses y galeses. Del mismo modo, se instalaron familias británicas en otras zonas del país, tales como Santiago, Coquimbo, la IX Región de la Araucanía, Antofagasta y Chiloé, entre otras zonas.

#### Inmigración alemana
En 2011, la Cámara Chileno-Alemana de Comercio estimó que 500 000 chilenos eran descendientes de alemanes. El origen de la inmigración alemana hacia Chile se inicia con la denominada Ley de inmigración selectiva de 1845, que tuvo por objetivo contratar a inmigrantes de origen alemán, para que desarrollaran determinados oficios y llevaran consigo maquinaria industrial para colonizar las zonas del sur de Chile, comprendidas entre Valdivia y Puerto Montt; en las que se establecieron entre 30 000 a 40 000 inmigrantes germanos. Los inmigrantes alemanes lograron crear pujantes pueblos y comunidades en zonas casi vírgenes del sur de Chile.
Posteriormente, se produjo una nueva gran oleada de inmigrantes alemanes que se estableció a lo largo de todo el país, especialmente en la Araucanía, Punta Arenas, Santiago y las principales zonas comerciales del país. Tras la Segunda Guerra Mundial, muchos dirigentes y colaboradores del Tercer Reich intentaron refugiarse en la zona sur del país huyendo de los juicios en su contra. Algunos se trasladaron a Chile y crearon enclaves, como es el caso del médico Paul Schäfer, quien fundó en 1961 Colonia Dignidad, también conocida como Villa Baviera, en la Región del Maule.

#### Inmigración italiana
De acuerdo al Departamento del Interior y Ordenación del Territorio de Italia, del gobierno italiano, a 2004 el número de descendientes de italianos en Chile rondaba las 150 000 personas. No obstante, el investigador René A. Peri señalaba para 1989 la existencia de 300 000 descendientes de italianos en Chile. La inmigración italiana se produjo de manera espontánea y no correspondió a un período determinado. Durante la segunda mitad del siglo XIX se concentró fundamentalmente en el Gran Valparaíso, y ciudades interiores como Quillota y Limache. Hacia fines del siglo XIX la mayor parte de los inmigrantes italianos en Valparaíso era originario de la Liguria, quienes fundaron la VI Compañía de Bomberos de Valparaíso, llamada también Cristóforo Colombo, y la Scuola Italiana, cuyo edificio fue declarado Monumento Histórico Nacional.
Luego de la guerra del Pacífico durante la auge de la Industria del salitre, numerosos inmigrantes italianos, entre quienes se contaban comerciantes y empresarios, llegaron al norte del país, en primer lugar a Iquique y luego a Arica. Paralelamente se instalaron familias italianas en La Serena, Isla de Maipo, Parral, Santiago, Concepción y Punta Arenas. La Araucanía recibió un buen número de inmigrantes pocos años después de su ocupación militar por parte del ejército chileno, pues entre 1883 y 1901 llegaron 17 800 italianos a colonizar la zona, y posteriormente llegaron unos 700 más en dos migraciones sucesivas, a fundar Capitán Pastene, y a asentarse en Lumaco y Purén.
Si bien la colonia italiana destaca por su participación en el sector comercio, donde destacan compañías como Caffarena, Costa, Carozzi, Falabella o Lucchetti, también tuvo una importante participación en otras actividades, como en la industria de la construcción. Entre los italianos reconocidos en el país destacan: la familia Alessandri, de donde surgieron dos presidentes de Chile, la familia Garretón, o la familia Solari, empresarios. Una de las actividades a la que se dedicaron frecuentemente los italianos fue el deporte, principalmente el ciclismo y el fútbol, fundando en 1910 el Audax Club Ciclista Italiano, que derivaría en el actual club polideportivo Audax Italiano.

#### Inmigración suiza
Se calcula que entre 90 000 y 100 000 chilenos descienden de inmigrantes suizos, de los cuales 60 000 descienden de las colonizaciones patrocinadas por el Estado de Chile hace más de un siglo, y otros 30 000 restantes de emigrados durante la I y II guerra mundial. Chile es uno de los países en Latinoamérica con más descendientes de helvéticos.
A mediados del siglo XIX, la crisis económica en que se encontraba Europa, movilizó a los sectores más empobrecidos de la sociedad suiza a emigrar principalmente a Australia, América del Norte y América del Sur. Al tratarse de inmigraciones económicas, el Estado asumió un papel regulador otorgando o denegando las solicitudes para abandonar el país. El interés migratorio hacia Chile, se inició de forma oficial en el año 1853, fecha en que se conocieron en Berna los primeros informes diplomáticos acerca de la experiencia alemana en el sur chileno. A través de informes oficiales del consulado suizo de Valparaíso se describía a la población del país como gente amable y acogedora pero poco laboriosa, el clima como uno de los mejores de Sudamérica, pero propenso a sufrir los embates de la naturaleza. La relativa inestabilidad, la ausencia de industrialización y la escasez de profesionales y obreros calificados eran los aspectos negativos de los informes que desaconsejaban la eventual venida de profesionales suizos. Los informes consulares de 1854 y 1856 destacaron los esfuerzos del gobierno chileno por colonizar el sur de Chile, específicamente la Araucanía. Se estima que más de 22 000 suizos recibieron concesiones de tierras entre 1883 y 1890. Sin embargo, debido a sus características idiomáticas y culturales, este grupo fue confundido comúnmente con alemanes, franceses, e italianos.
Anteriormente ya habían llegado al país otras familias suizas, pero de modo espontáneo a colonizar el extremo sur del país. Entre abril de 1876 y mayo de 1877 llegó al sector de Magallanes un contingente de inmigrantes suizos compuesto por 119 familias, en su gran mayoría campesinos provenientes del cantón de Friburgo (Suiza). Estos agricultores recibieron del gobierno chileno algunas hectáreas de terrenos despoblados que transformaron en campos aptos para la siembra de forrajeras y hortalizas y para la crianza de ganado lechero.
De la descendencia de los suizos arribados a Chile surgieron dos de los presidentes que tuvo el país: Eduardo Frei Montalva y su hijo, Eduardo Frei Ruiz-Tagle.

#### Inmigración neerlandesa
En la actualidad se calcula en aproximadamente 50 000 los descendientes de neerlandeses la mayoría ubicados en la Región de La Araucanía, específicamente en Malleco, Gorbea, Pitrufquén, Faja Maisan y alrededores de Temuco.
La primera emigración desde los Países Bajos hacia Chile se produjo en 1895, cuando una docena de familias neerlandesas se estableció entre 1895 y 1897 en Ancud, particularmente en Mechaico, Huillinco y Chacao. En el mismo período arribaron otras familias las cercanías de Puerto Montt y a Villarrica. A principios del siglo XX, luego de la Guerra de los Bóeres, llegaba a Chile un grupo bastante numeroso de neerlandeses provenientes de Sudáfrica, donde se habían establecido para trabajar en la construcción del ferrocarril. Luego de una larga permanencia en campos de concentración británicos, algunos de estos emigrantes decidieron regresar a su país de origen. Poco después de su regreso a los Países Bajos, se les presentó la posibilidad de emigrar hacia Chile con ayuda del gobierno chileno. El 4 de mayo de 1903, un grupo superior a los 200 emigrantes neerlandeses zarparon en el barco a vapor Oropesa, desde la Rochelle (La Pallice), en Francia. En su mayoría, los emigrantes habían nacido en los Países Bajos: 35% era originario de Holanda Septentrional y Holanda Meridional; 13 % de Brabante del Norte, 9 % de Zelanda, e igual número de Güeldres. Sólo un decena de niños había nacido en Sudáfrica. Un mes más tarde arribaron en tren a su destino final, la ciudad de Pitrufquén, instalándose definitivamente en el caserío Donguil. Otro grupo de holandeses llegó poco después a Talcahuano. La colonia neerlandesa en Donguil fue bautizada como Colonia Nueva Transvaal. Allí se establecieron más de 500 familias con el propósito de comenzar una nueva vida. Más tarde les seguirían otras veinte. Entre el 7 de febrero de 1907 y el 18 de febrero de 1909 arribó el último grupo de familias bóers a la zona.

#### Inmigración austríaca
Los primeros austríacos que llegaron a Chile fueron refugiados tiroleses en la silesia prusiana, quienes se acogieron a los ofrecimientos de inmigración realizada a población alemana, por parte del Estado chileno de acuerdo a la Ley de inmigración selectiva de 1845. Estos inmigrantes se establecieron, casi en su totalidad, a orillas del lago Llanquihue. En 1875, colonos austríacos procedentes de Bohemia, Čechy en checo, fundaron la localidad de Nueva Braunau cerca de Puerto Varas, en honor a su ciudad de procedencia Braunau, actualmente llamada Broumov en la República Checa.
Luego de la disolución del Imperio austrohúngaro en 1918, la inmigración austríaca continuó durante todo el periodo de entreguerras. Al partir de 1938 Chile se convirtió en destino de muchos emigrantes austríacos de origen judío quienes abandonaron el país luego de la anexión de Austria por parte del Tercer Reich. En 1940 en Santiago emigrantes austríacos fundaron la asociación «Austria Libre», que pronto contó con 2000 miembros y estuvo en contacto con otros grupos austríacos en el exilio de América. En 1943 «Austria Libre» se incorporó al Comité Central Austríaco de América Latina, con sede en Montevideo. Se estima que entre 4000 y 5000 austríacos se habrían radicado en Chile en el transcurso del siglo XX.

#### Inmigración belga
La presencia belga en Chile se inicia oficialmente con la apertura, en 1832 de un consulado belga en Valparaíso, manteniéndose importantes vínculos comerciales con el puerto de Amberes, durante todo el siglo XIX y comienzos del XX. A fines del siglo XIX comenzaron a llegar algunos inmigrantes belgas, entre los que destacan algunos empresarios que instalaron fábricas textiles, asserraderos y fundiciones en el país. A su vez, en años posteriores, durante el siglo XX se instalaron en Chile algunos sacerdotes jesuitas belgas, entre los que destaca Gustavo Le Paige, fundador y director del museo arqueológico de San Pedro de Atacama que lleva su nombre. Luego de la Segunda Guerra Mundial, entre 1947 y 1949 un grupo de familias belgas se instala en la localidad de Chile Chico, en la Patagonia chilena. Muchos de sus descendientes viven hoy en diversas ciudades del país, fundamentalmente en Santiago. El expresidente de Chile Salvador Allende Gossens era descendiente de belgas, al ser su madre parte de la comunidad que se radicó en la ciudad de Concepción.

#### Inmigración noruega, sueca y danesa
La inmigración procedente de Noruega se inició en las postrimerías del siglo XIX y consistió en balleneros y pescadores que se establecieron en Magallanes. Asimismo, pequeños contingentes de suecos y daneses se han venido estableciendo en el país desde finales del siglo XIX, de manera aislada o en conjunto con otras migraciones europeas. Algunos destacados descendientes de estas migraciones son los periodistas Fernando Paulsen, Matilda Svensson y Fernanda Hansen, el exministro John Biehl o el diputado Diego Paulsen.

### Inmigración de Europa Oriental

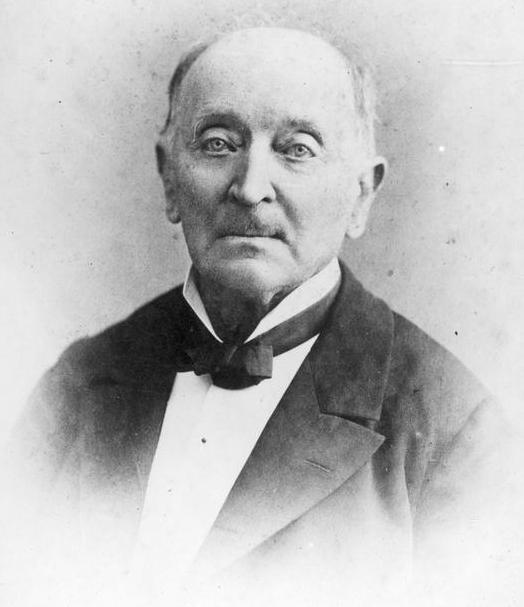
Ignacio Domeyko, inmigrante polaco lituano, rector de la Universidad de Chile de 1867 a 1883.
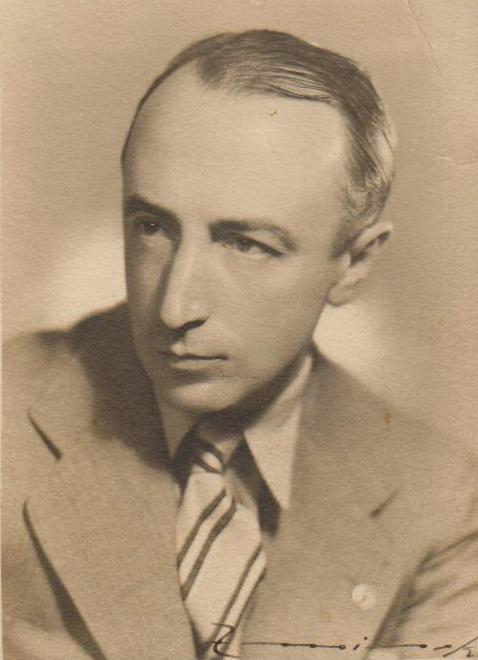
Luciano Kulczewski, de ascendencia polaca, arquitecto chileno durante el entresiglo XIX-XX.
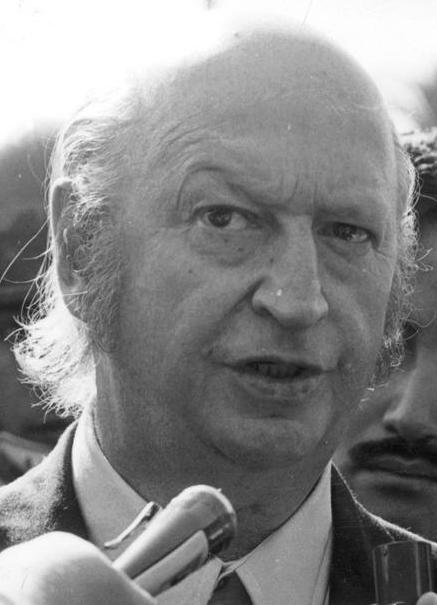
Volodia Teitelboim Volosky, de ascendencia ucraniana, moldava y judía, Premio Nacional de Literatura en 2002.
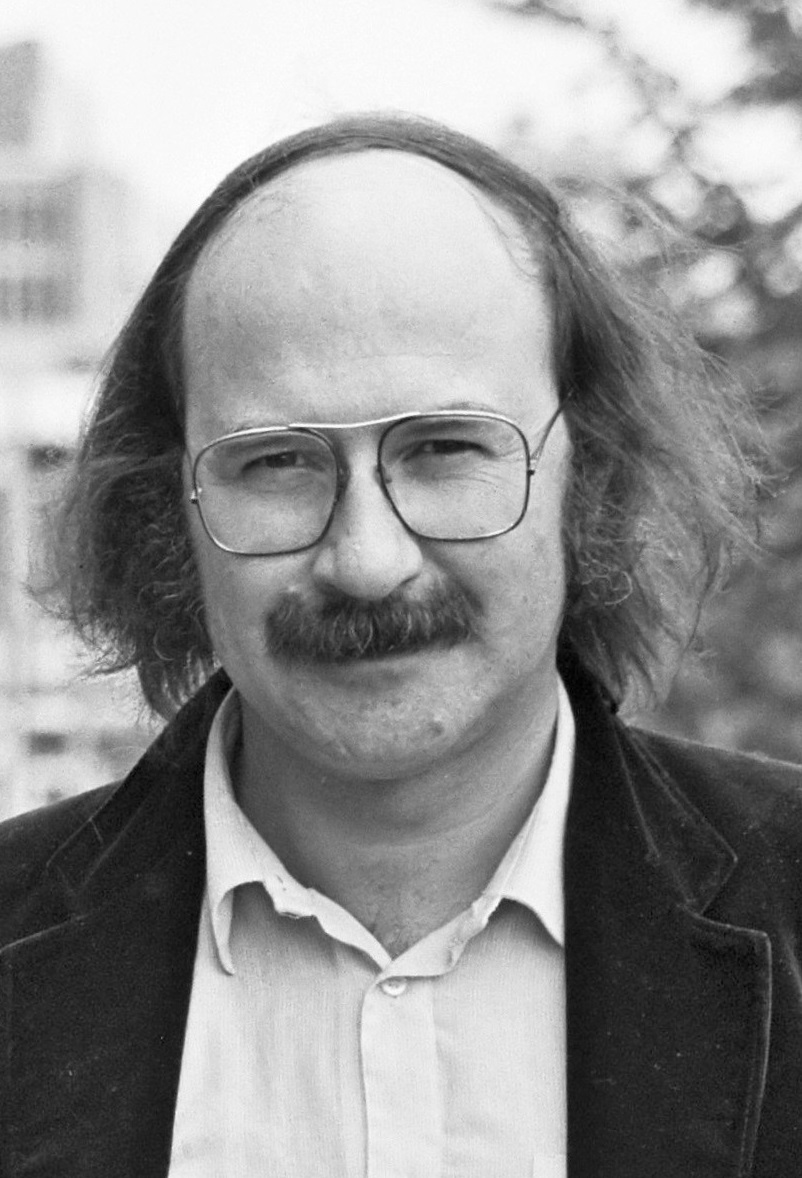
Antonio Skármeta Vranicic, descendiente de croatas, Premio Nacional de Literatura en 2014.
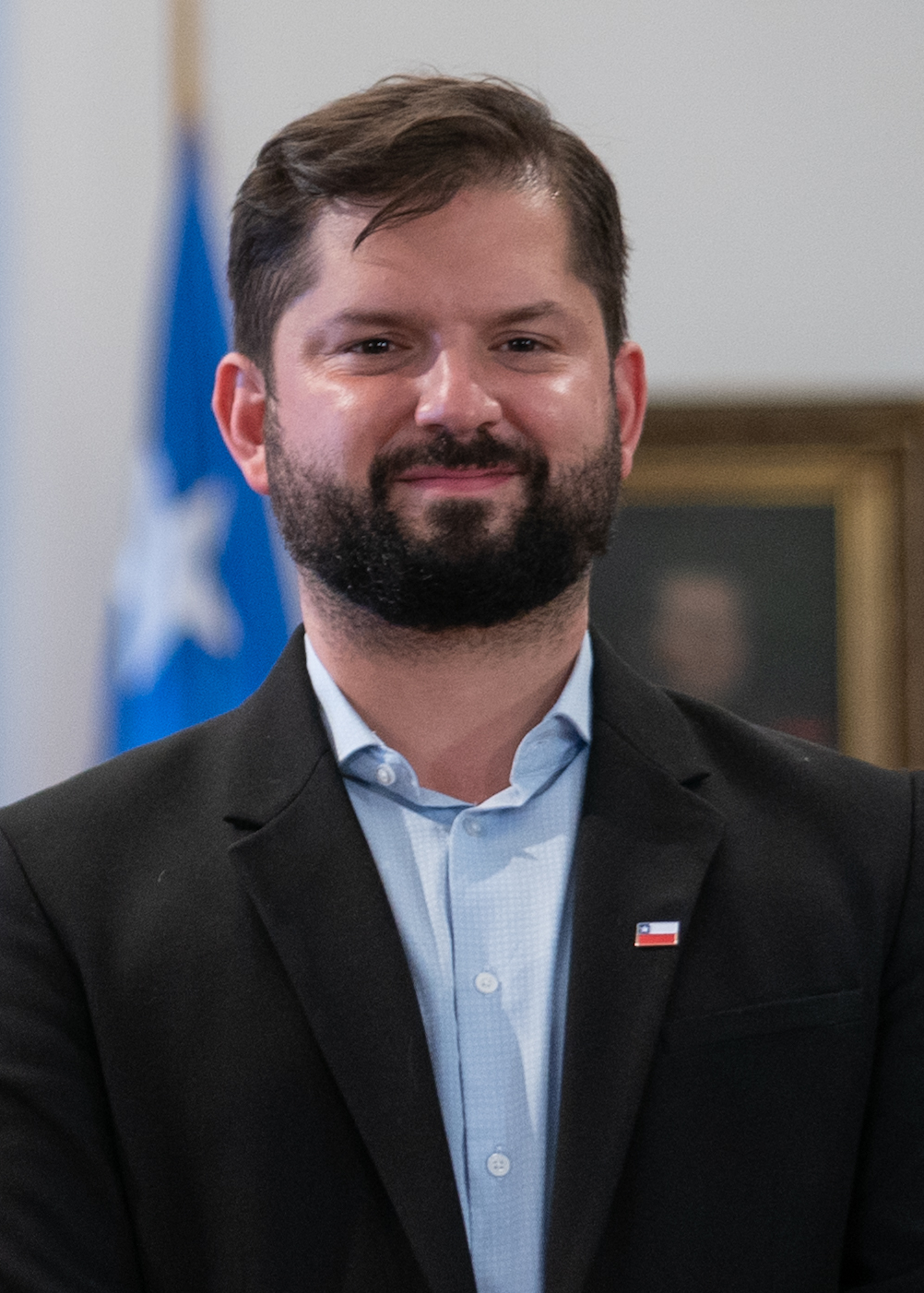
Gabriel Boric, de ascendencia croata, presidente de Chile para el período 2022 a 2026.

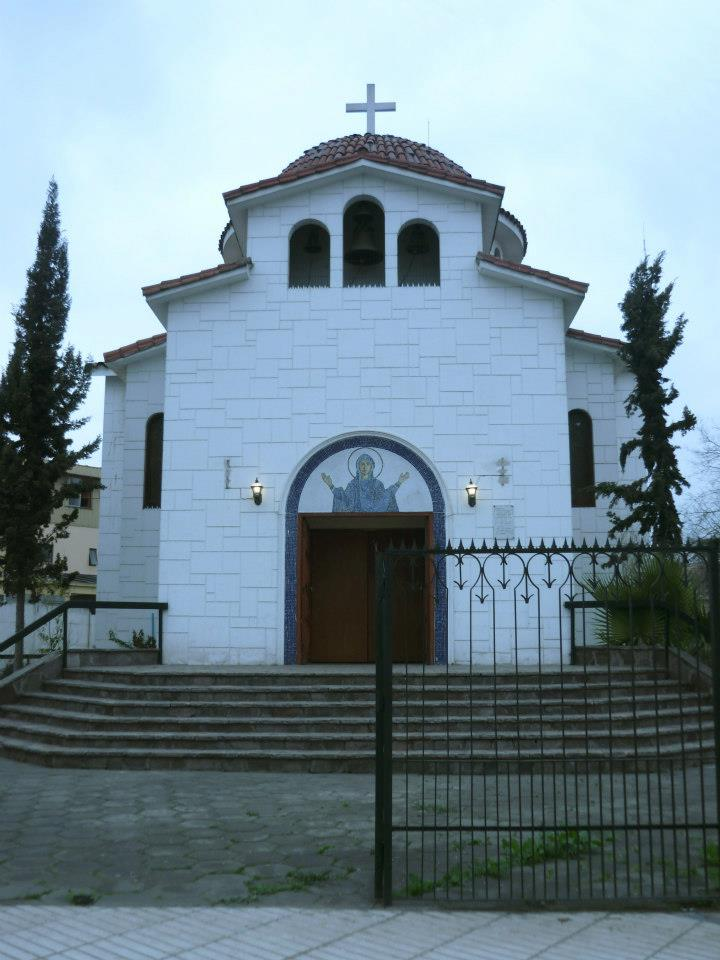
Iglesia ortodoxa griega de los Santos Constantino y Elena, ubicada en la comuna de Ñuñoa.
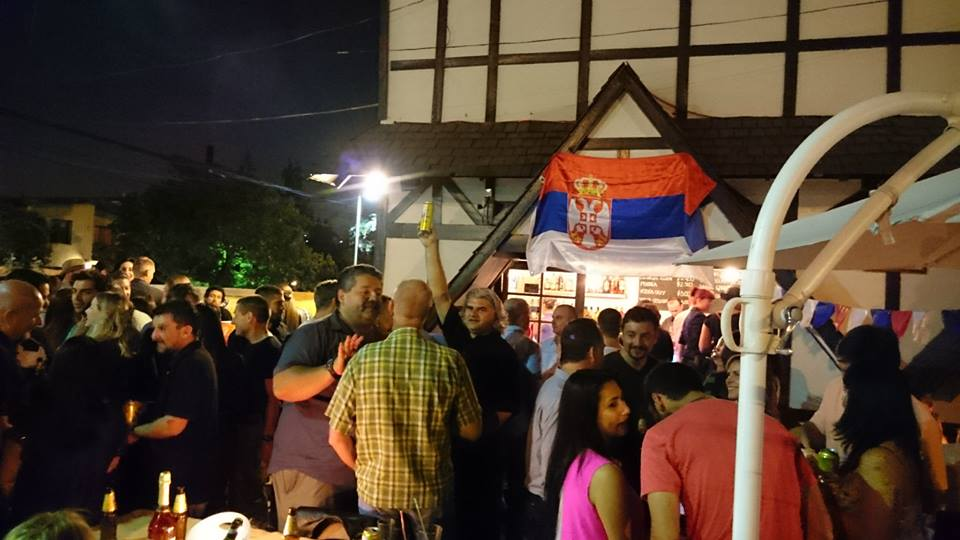
Comunidad serbia de Santiago de Chile, celebrando el año nuevo serbio en 2015.

#### Inmigración croata y serbia
Los estimativos de ascendencia croata contemporánea suelen variar entre 200 000 personas, desde fuentes diplomáticas de Croacia, a las 400 000 personas según la Corporación Cultural Chileno-Croata Domovina, correspondiendo al 95 % de la inmigración yugoslava en Chile. Otro 5 % adicional correspondía a inmigración serbia, que usualmente transitaba en paralelo con el contingente croata usando las mismas rutas, y que por lo tanto cifraría unos 10 500 a 21 000 descendientes.
La inmigración ocurrió en dos momentos. La primera proveniente principalmente de la provincia de Dalmacia, a mediados del siglo XIX, por causa de conflictos bélicos y/o étnicos en la península, y fundamentalmente a las regiones de Tarapacá y Antofagasta en el norte, con el propósito de servir en la actividad comercial, como también a la actividad minera de nitratos que allí se desarrollaba. Una segunda oleada todavía mayor aconteció durante la primera mitad del siglo XX, escapando de la Primera Guerra Mundial, esta vez hacia el extremo sur del país, en la región de Magallanes, con el propósito de incorporarse a la actividad estanciera y ganadera. Muchos descendientes de inmigrantes croatas del norte y sur de Chile se trasladaron posteriormente a la capital Santiago, sobre todo cuando el negocio salitrero cesó.
Luego de la Gran Guerra se retomó la inmigración, perdiendo su intensidad en la década de 1930. Cabe señalar que la colectividad croata en Chile oficialmente era considerada como austrohúngara. Al finalizar la Primera Guerra Mundial, se empezó a hablar de la colonia yugoslava. Con la independencia de Croacia en los años 1990, los croatas volvieron a reivindicar su cultura y tradiciones, como así mismo hicieron los serbios. Diversas instituciones creadas por la colectividad croata y serbia han persistido, como clubes sociales, colegios, estadios, gimnasios, instituciones de beneficencia, entre otras. Cabe señalar que Punta Arenas y Antofagasta son ciudades hermanas de la ciudad de Split, en Dalmacia, al igual que lo es la ciudad de Iquique con la ciudad de Zadar.

#### Inmigración griega
Al año 2007 los inmigrantes griegos y sus descendientes se calculaba de 90 000 a 120 000 personas, principalmente en Santiago, La Serena, Puerto Montt, Valparaíso y Antofagasta. El impacto demográfico de esta inmigración se puede ver reflejada, por ejemplo, en que Chile es el país latinoamericano con más apellidos de origen griego.
Los primeros inmigrantes griegos llegaron durante el siglo XVI, provenientes de Creta, por lo que se apellidaron Candia, en honor a la capital de la isla, actual Heraklion. El apellido, aunque persiste en la actualidad, se encuentra muy desvinculado de sus orígenes remotos. La mayoría de los inmigrantes helenos llegaron a Chile a comienzos del siglo XX, escapando de la Primera Guerra Mundial, y de la catástrofe de Esmirna, en Turquía. Las crónicas de la época señalan que la mayoría llegó atraída por la fama que había adquirido el norte chileno, por la explotación del salitre y la riqueza que había en el país. De acuerdo con el diario El Mercurio de Antofagasta, entre los años 1920 y 1935, existían alrededor de 400 griegos en la ciudad nortina y alguna treintena en las oficinas salitreras. Desde entonces a la fecha se han sucedido alrededor de cuatro o cinco generaciones de descendientes de griegos. Algunos se han trasladado a la zona centro y sur del país.
La inmigración griega está relacionada con los inicios de la Universidad de Chile, sede Antofagasta, actualmente Universidad de Antofagasta.

#### Inmigración rusa
Los primeros testimonios que existen de la visita de rusos al territorio chileno datan de principios del siglo XIX, cuando ocurrieron diversas expediciones rusas de circunnavegación del globo. Así, se menciona a Chile en las memorias que los diversos marinos rusos hicieron de sus viajes, entre los que destacan Otto von Kotzebue y Fiodor Litke. En 1854 aparecen por primera vez en los registros censales, inmigrantes rusos residiendo en Chile. Estos primeros inmigrantes eran principalmente marinos, aventureros o comerciantes. Aunque también hubo profesionales como el médico Alexei Sherbakov, futuro cirujano de campaña de la Armada chilena en la guerra del Pacífico.
El periodo más activo de esta inmigración fue a fines del siglo XIX y principios del XX. En su mayor parte, arribaron a Chile procedentes desde Argentina. A comienzos del siglo XX, la mayoría de los inmigrantes procedentes del Imperio Ruso, pertenecían a las minorías más discriminadas, particularmente judíos. Los inmigrantes rusos se asentaron originalmente en la zona de la Araucanía, en el periodo de la primera colonización de esta zona (1883-1901), donde llegaron algo más de 250 familias. Por su parte, a Chiloé llegaron otras 100 familias. Posteriormente, llegaron más inmigrantes escapando de los bolcheviques durante la guerra civil rusa. En este período se instala la primera capilla ortodoxa rusa del país, a cargo del padre Eleodoro Antipov. Hoy en día existen muchas instituciones ortodoxas, además de una iglesia ortodoxa rusa de estilo tradicional y varias capillas en Santiago de Chile, Valdivia y Concepción. En la comuna de Puente Alto a 30 minutos al sur de Santiago existe el Cementerio Ruso ortodoxo, propiedad de la colectividad rusa.

#### Inmigración polaca
Si bien el origen de la presencia polaca en Chile data de mediados del siglo XIX, con el arribo del científico Ignacio Domeyko, quien llegaría ser rector de la Universidad de Chile, esta inmigración estuvo compuesta principalmente por personas de origen judío, que huían de la ocupación alemana en la Segunda Guerra Mundial.

#### Inmigración húngara
La inmigración húngara en Chile tuvo su auge en la primera mitad del siglo XX, aunque no fue una corriente migratoria numerosa como otras de origen europeo. A su vez, Chile fue un importante punto de paso para los húngaros hacia países anglosajones: Estados Unidos, Canadá y Australia. Según algunos datos, en la actualidad viven 1306 ciudadanos húngaros en Chile, pero no existe un registro del número de personas de ascendencia húngara que viven en el país, el que se estima de 2000 personas aproximadamente, siendo el quinto más grande de Latinoamérica, tras Brasil, Argentina, Venezuela, y Uruguay.

#### Inmigración ucraniana
Los ucranianos se sabe que emigraron a Chile cuando Ucrania estaba bajo el dominio ruso en la década de 1910 y, de nuevo, durante el dominio soviético (de 1917 a 1991).

#### Inmigración búlgara
Hay una pequeña comunidad búlgara en Chile, concentrados principalmente en Santiago de Chile.

## Inmigración asiática

### Inmigración de Medio Oriente

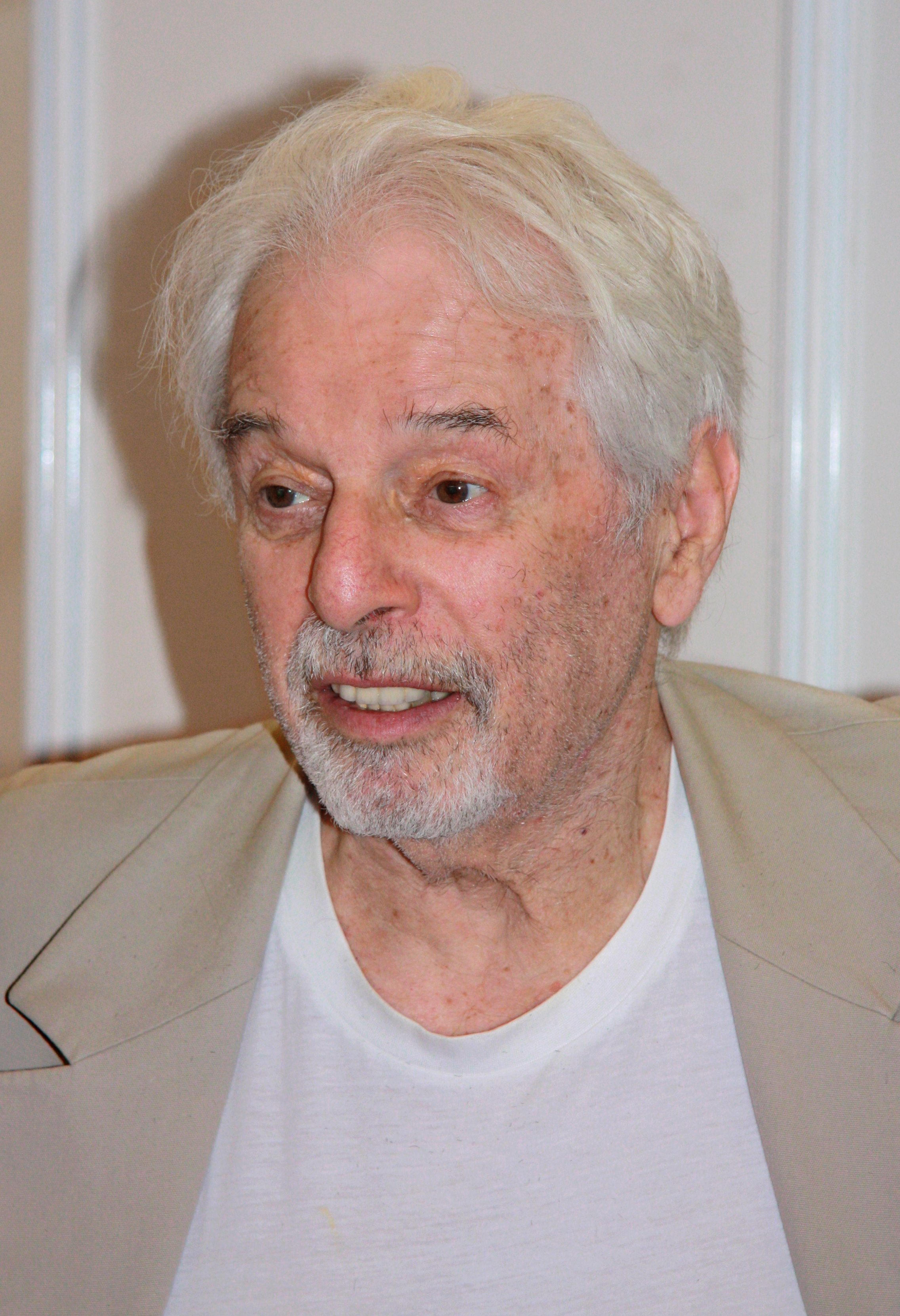
Alejandro Jodorowsky, artista chileno de origen judío-ucraniano.
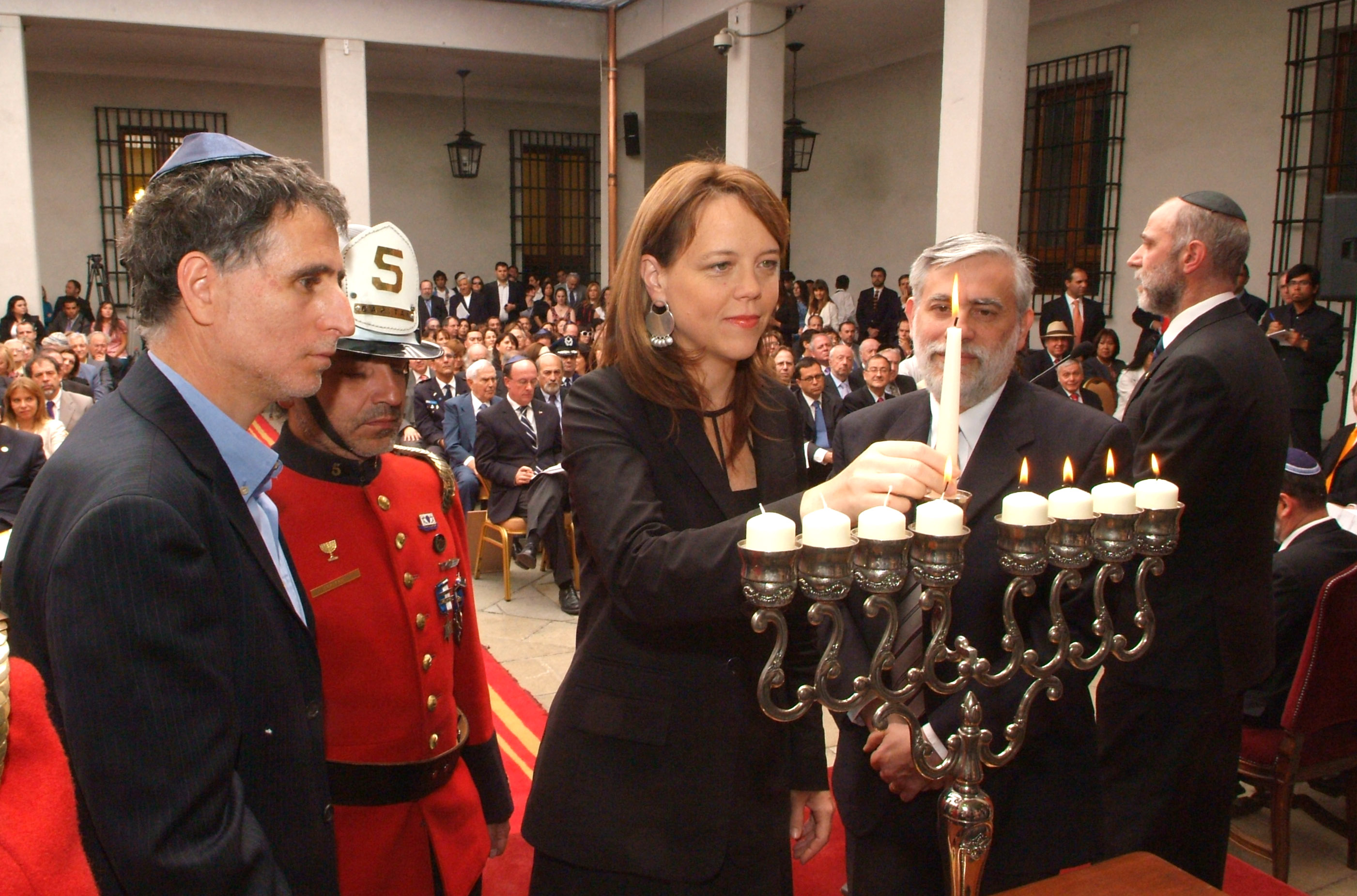
Ministra Ena von Baer, en una festividad judía en el Palacio de La Moneda.
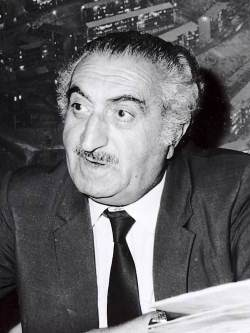
Alejandro Hales Jamarne, abogado y político chileno de origen jordano
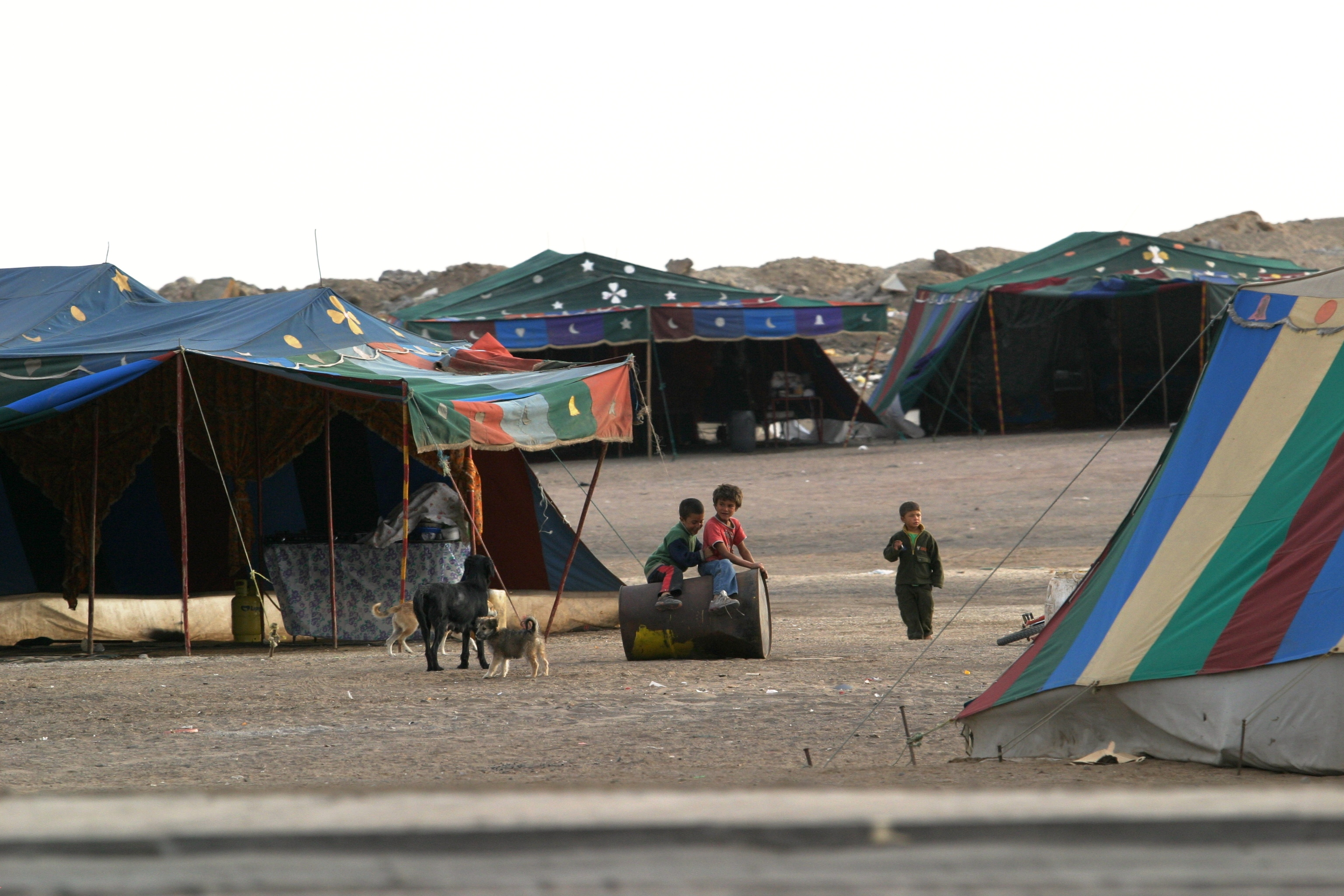
Asentamientos de gitanos nómades en Antofagasta.
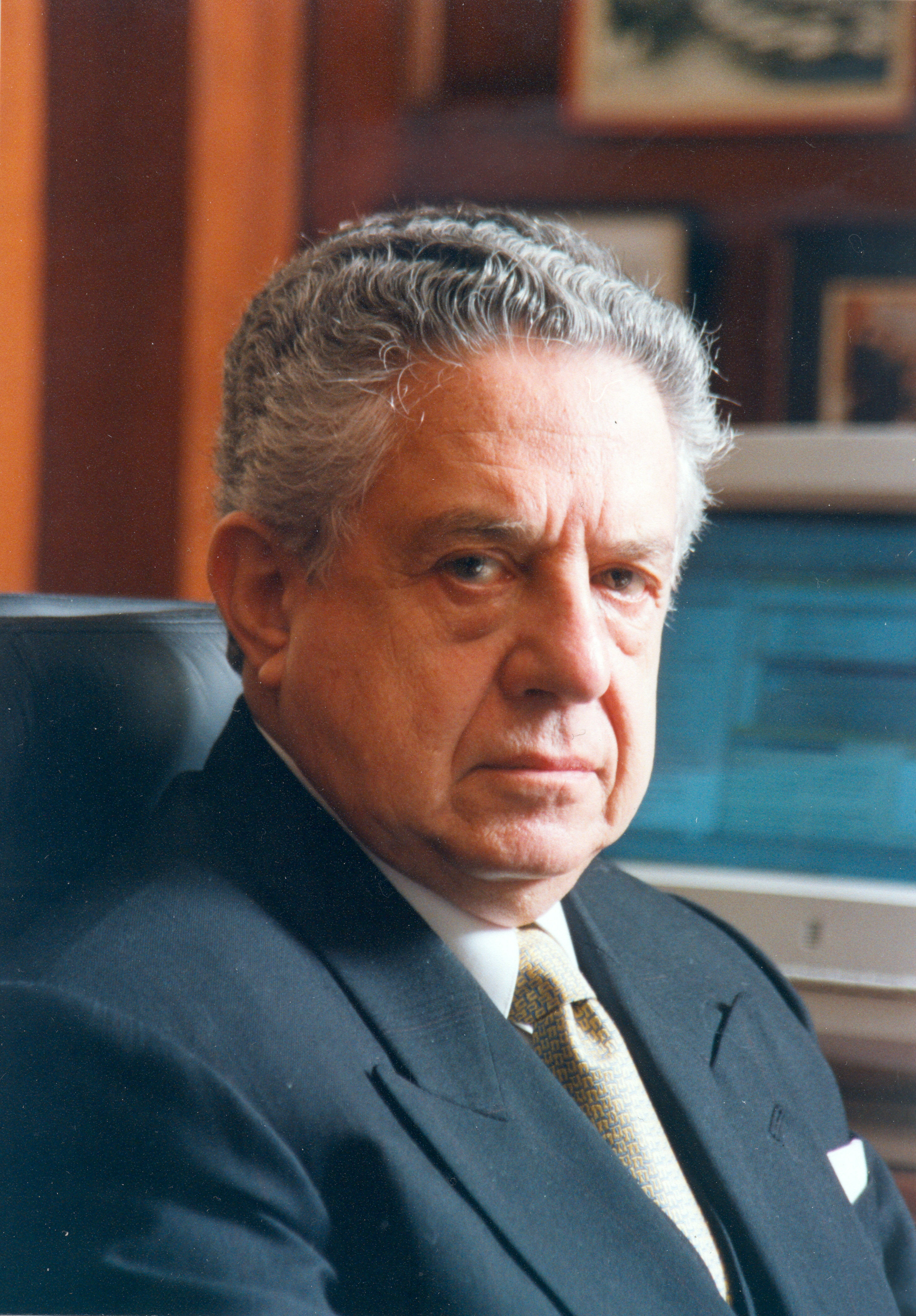
Carlos Massad Abud, de origen libanés, expresidente del Banco Central de Chile entre 1996 y 2003.

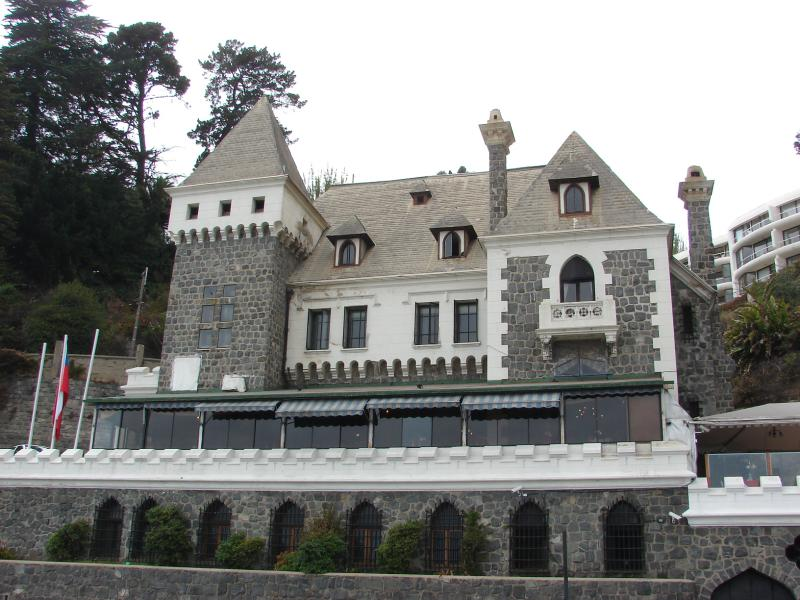
Frontis del Club Árabe de la ciudad de Viña del Mar.
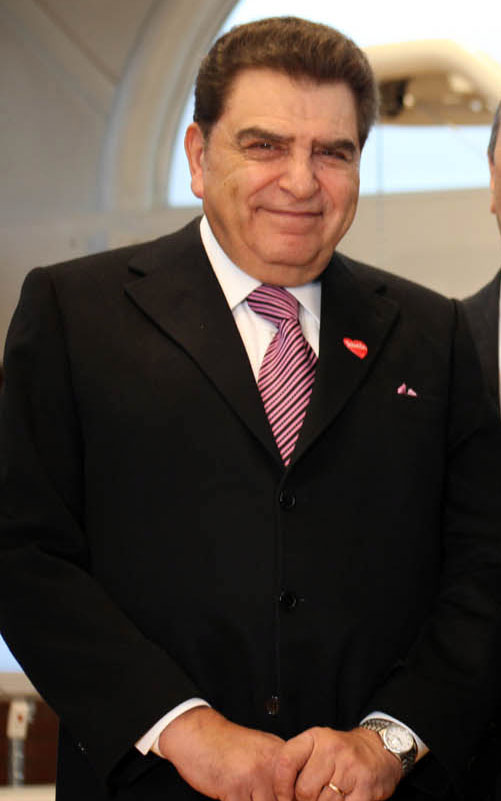
Mario Kreutzberger, más conocido como Don Francisco, presentador chileno de origen judío-alemán.
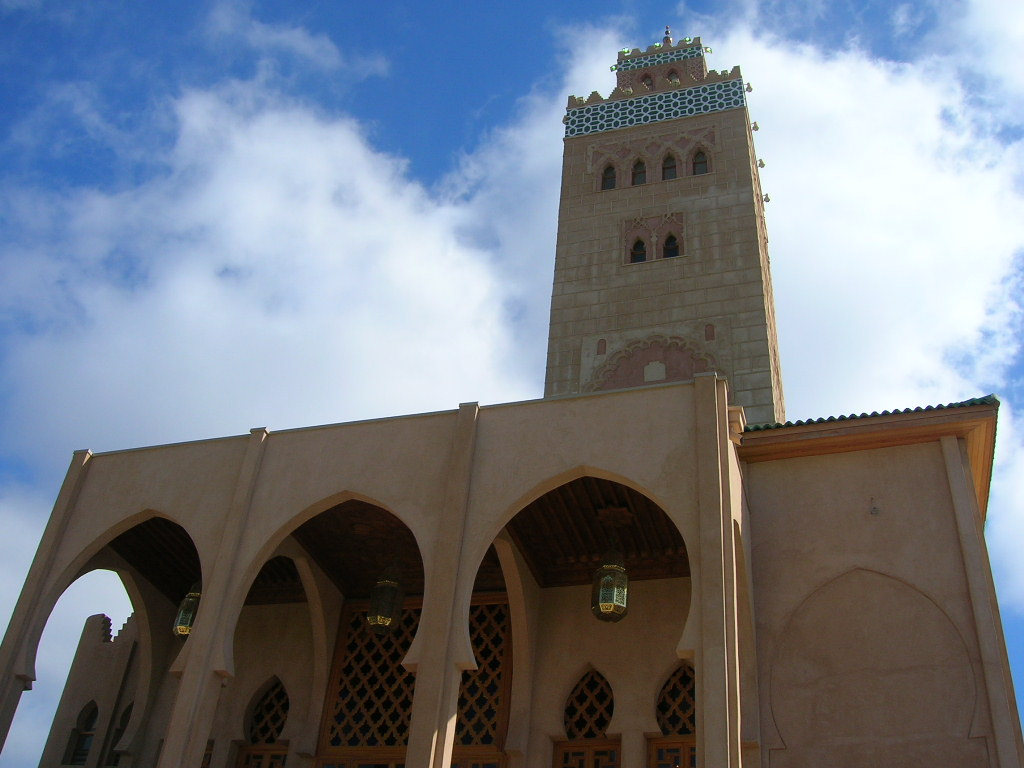
Mezquita Mohammed VI para el Diálogo de las Civilizaciones, ubicado en Coquimbo.

#### Inmigración árabe, palestina, siria y libanesa
Es una de las principales colectividades en el país. Se estima que cerca del 4 %–5 % de la población chilena es descendiente de inmigrantes de origen árabe, cifrándose su número en 800 000 descendientes. Existen varias estimaciones para la distribución de las distintas colectividades; según la Encuesta de Población de Origen Árabe (EPOA) de 2001, se indica que un 61 % de este contingente sería principalmente palestino, equivalente a 500 000 personas, seguido de sirios en un 25 %, y un 4 % de libaneses, habiendo adicionalmente un 9 % de matrimonios mixtos entre las tres colectividades. No obstante, los porcentajes en 1941 eran los siguientes: 50% palestinos, 30 % sirios, y 19 % libaneses; momento en que la población todavía poseía un 85 % de árabes de inmigración directa.
Se asentaron durante la segunda mitad del siglo XIX y principios del siglo XX, escapando del Imperio otomano, debido principalmente a que profesaban la religión cristiana. La dominación opresiva, y posteriormente la situación económica y el estallido de la Primera Guerra Mundial provocaron su inmigración. Cabe señalar que la opresión turca otomana, de carácter sunitas, no sólo se vio reflejada en la minoría cristiana de Siria, Palestina y Líbano, sino que en contra de los musulmanes chiitas que arribaron a toda la costa atlántica de América, siendo mayoría en la región, y que algunos pasaron vía Argentina a Chile a comienzos del 1900.
A su llegada los árabes se dedicaron a trabajar principalmente en el sector comercial. La colectividad palestina, a pesar de sus diferencias culturales con la sociedad chilena, logró compenetrarse y formar parte importante de la clase media del país, aunque algunos de sus miembros ostentaron algunas de las riquezas más grandes de la nación. Aunque el Barrio Patronato, Santiago de Chile, La Calera y Curicó fueron sus principales centros de residencia, reunión y comercio por muchos años, en el último tiempo se han desplazado a lo largo de la ciudad de Chile y a comunas de Santiago como Las Condes, Providencia, Ñuñoa y Recoleta. Beit Yala, Beit Sahour y Belén, son fundamentalmente el origen concreto de esta diáspora, y que se embarcaron rumbo a Chile en torno a 1860. Hasta 1918 los palestinos migraron con pasaporte turco, mediante los puertos de salida de Beirut, Haifa y Alejandría, y el trayecto se hacía vía Génova y Marsella. Se estimó que el 61 % de los árabes que se radicaron definitivamente en Chile llegaron entre 1900 y 1930, estimándose su número en torno a 40 000 personas. Así mismo, se estimó que más del 60 % de los árabes que llegaban tenían entre 10 y 30 años. Hoy en Chile está la comunidad palestina más grande fuera del mundo árabe.
En 1912 aparece Al Muerched, el primer periódico chileno escrito en árabe. Posteriormente surgieron otros periódicos en lengua árabe en Chile, como Al Murched, Al Watan, Al Munir, Aschabibat, Al Hadi; o en español, como La Reforma, Mundo Árabe y Jeque. Actualmente la inmigración árabe, especialmente palestina, sigue siendo importante. Aparte de la llegada de ellos por sus propios medios al país, en abril del año 2008 llegaron a suelo chileno más de 120 refugiados palestinos. Además de la fuerte influencia y variada diversidad en ámbitos del quehacer nacional, un hecho que demuestra su gran presencia es la convocatoria de al menos 7 futbolistas chileno-palestinos en la selección de fútbol de Palestina durante las clasificatorias asiáticas de la Copa Mundial de Fútbol de 2006. También se ve reflejada la influencia de esta comunidad en el deporte, como es el club de fútbol de primera división Palestino. De igual manera, existen en el país comunidades de origen sirio y libanés, aunque en una menor proporción respecto de los palestinos. Estas comunidades del Medio Oriente profesan principalmente el catolicismo, y en menor grado existen ciertos miembros de la iglesia ortodoxa, el judaísmo y el islam, aunque este claramente presenta un incremento en su difusión a nivel académico y comunicacional y en la conversión de chilenos nativos a la fe y cultura árabe musulmana.

#### Inmigración judía
La comunidad judía en Chile se calcula entre 150 000, y 175 000 miembros, siendo la tercera comunidad en Sudamérica, detrás de Argentina y Brasil. Los primeros judíos llegaron a Chile con los conquistadores españoles. En la época de la Inquisición debían ocultar en vida su ascendencia. Diego García de Cáceres, amigo y albacea testamentario del fundador de Santiago, Pedro de Valdivia, fue uno de ellos. En la época colonial, el más destacado personaje de origen judío de Chile fue el médico cirujano Francisco Maldonado da Silva, quien murió en la hoguera, quemado por la inquisición en 1639.
A partir de 1840 comienzan a instalarse los primeros judíos en Valparaíso, en especial askenazís franceses y alemanes. De allí en adelante, la presencia de los descendientes de Israel se expande por Santiago, Valdivia, Puerto Montt, Temuco, La Unión, e incluso en la Provincia de Atacama, donde llegan atraídos por el negocio minero. A fines del siglo XIX, llegan al país judíos que huyen de las políticas antisemitas de la Rusia zarista, instalándose en Santiago y en el sur del país. Un grupo de familias judías llegaron junto a otro grupo de alemanes y suizo-alemanes a fundar y colonizar la localidad de Contulmo. A comienzos del siglo XX comenzaron a llegar también judíos sefarditas, procedentes de Macedonia. El censo de 1907 indica que había 14 familias judías en Temuco, y que en 1920 había ya 300 familias. Además de los sefarditas se contabilizaban en Temuco 900 judíos de origen polaco, ruso y ucraniano. También fue la primera ciudad chilena en tener una sinagoga y un Club Israelí. A partir de 1933 y hasta 1939, un nuevo grupo de judíos llegó al país, huyendo de las persecuciones impuestas por el régimen nacionalsocialista en Alemania, Austria y Checoslovaquia. Al final de la Segunda Guerra Mundial llegó otro grupo, no muy numeroso, de sobrevivientes de los campos de concentración.

#### Inmigración armenia
La comunidad armenia de Chile está compuesta por armenios inmigrantes y sus descendientes. La mayoría llegó a Chile producto de la Primera Guerra Mundial y del genocidio armenio. Muchos de los armenios que llegaron a comienzos del siglo XX abandonaron Siria y el Líbano, entonces provincias del Imperio otomano, y durante la guerra civil rusa y el ascenso del comunismo, los armenios del Imperio Ruso abandonaron Rusia. En la actualidad viven fundamentalmente en Santiago de Chile.

### Inmigración de Asia del Sur

#### Inmigración gitana
En Chile existen alrededor de 20 000 gitanos. Este pueblo llegó en torno a 1900 a través de la vía marítima a los puertos de Valparaíso, Arica y Punta Arenas, como a su vez cruzando los Andes desde el arribo en el Atlántico. Si bien su origen primitivo corresponde al norte de India, los gitanos en Chile —y también los de América del Sur— trazan su origen inmediato en países de Europa del Este, usualmente desde Serbia, Rumania y Rusia.
Los gitanos en Chile pueden dividirse en dos grandes grupos: el grupo Rom que preside el señor Nicolich, y el grupo Ludár, a cargo del señor Aristich. dentro del grupo Rom se pueden distinguir algunos subgrupos, los cuales se caracterizan por algunos rasgos en común, pero se encuentran tan vinculados por costumbres y cultura que es difícil establecer límites entre ellos. En general, en Chile existen seis subgrupos de gitanos. Estos son: káwichis, koriánura, banduníchura, khañária, chikaresti e inavasórure.
Los gitanos en Chile denominan a su lengua materno romané xoraxané, idioma que de acuerdo a algunas investigaciones posee unos treinta fonemas y que es utilizado también en sus ceremonias tradicionales. En los últimos años ha sido visible un aumento considerable de gitanos que se expresan en castellano. Se debe señalar también que algunos gitanos del grupo Ludár hablan un dialecto del rumano arcaico, propio de los gitanos de Rumania y Serbia. Este dialecto contiene también vocabulario proveniente del búlgaro y del macedonio.

#### Inmigración india, pakistaní y afgana
Actualmente se calcula en 1600 los descendientes indostánicos en Chile, fundamentalmente de India, con 1400 personas, seguido de 200 pakistaníes. Las comunidades provenientes de India y Pakistán son pequeñas pero han crecido rápidamente en la última década. De forma similar a la colonia china, en Iquique se han instalado muchos comerciantes gracias a la Zona Franca de Iquique, logrando incluso la construcción de la Mezquita Bilal en dicha ciudad para su comunidad musulmana, aunque ambos grupos se concentran principalmente en la zona poniente de Santiago de Chile. El mismo efecto se originó en Punta Arenas, donde numerosos inmigrantes provenientes de la India llegaron atraídos por la Zona Franca. De igual forma, algunos inmigrantes de Afganistán, principalmente de etnia pastún, se establecieron en Chile como refugiados durante la década de los años 1990, debido a la guerra civil afgana.

### Inmigración de Asia Oriental

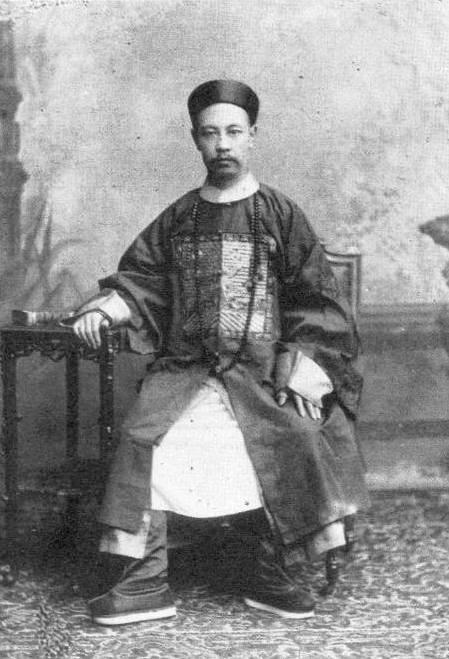
Liu Tang Sin Shin, más conocido como Quintín Quintana, inmigrante chino que trabajó para el servicio secreto de Chile.
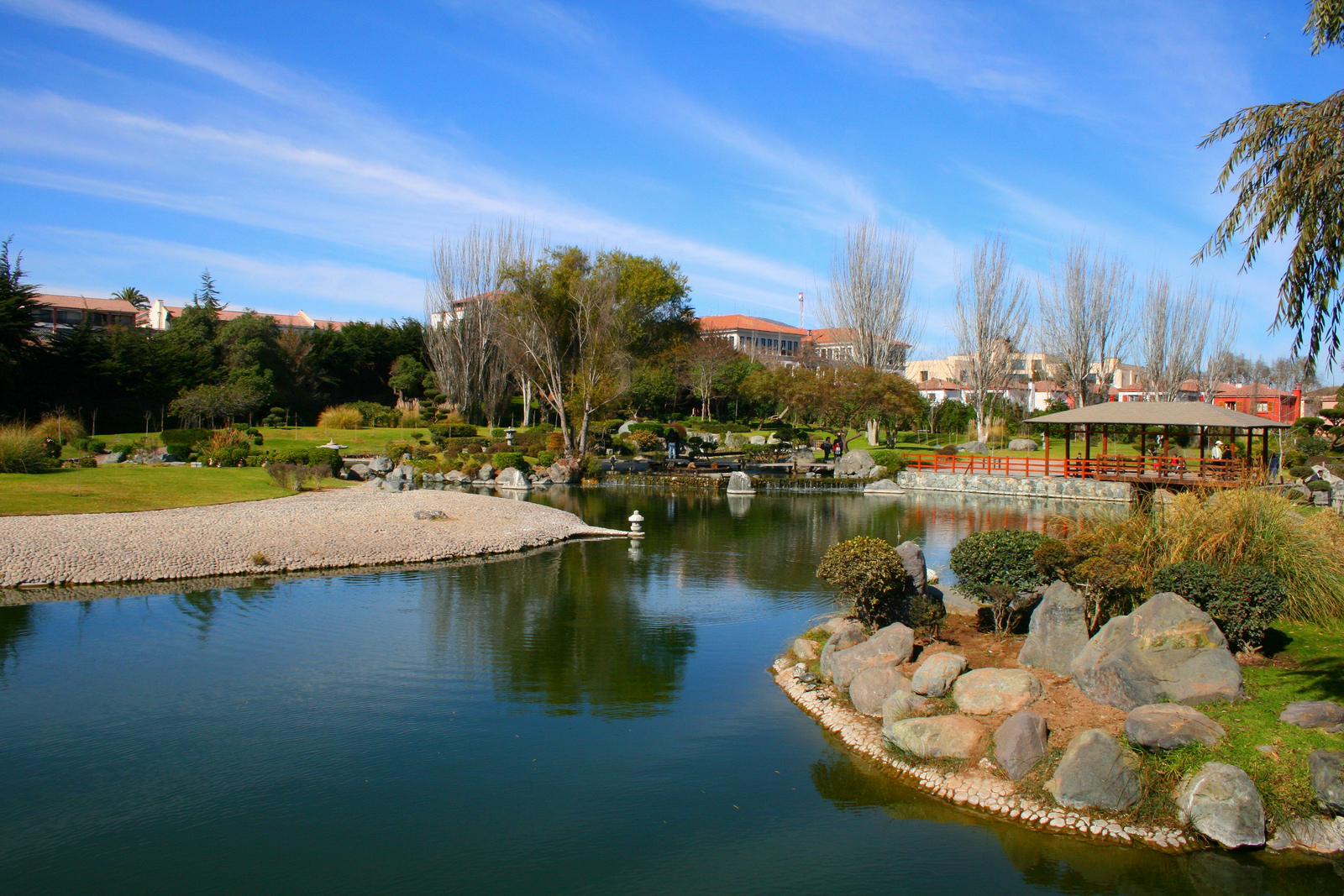
Kokoro No Niwa o Parque Japonés de La Serena.
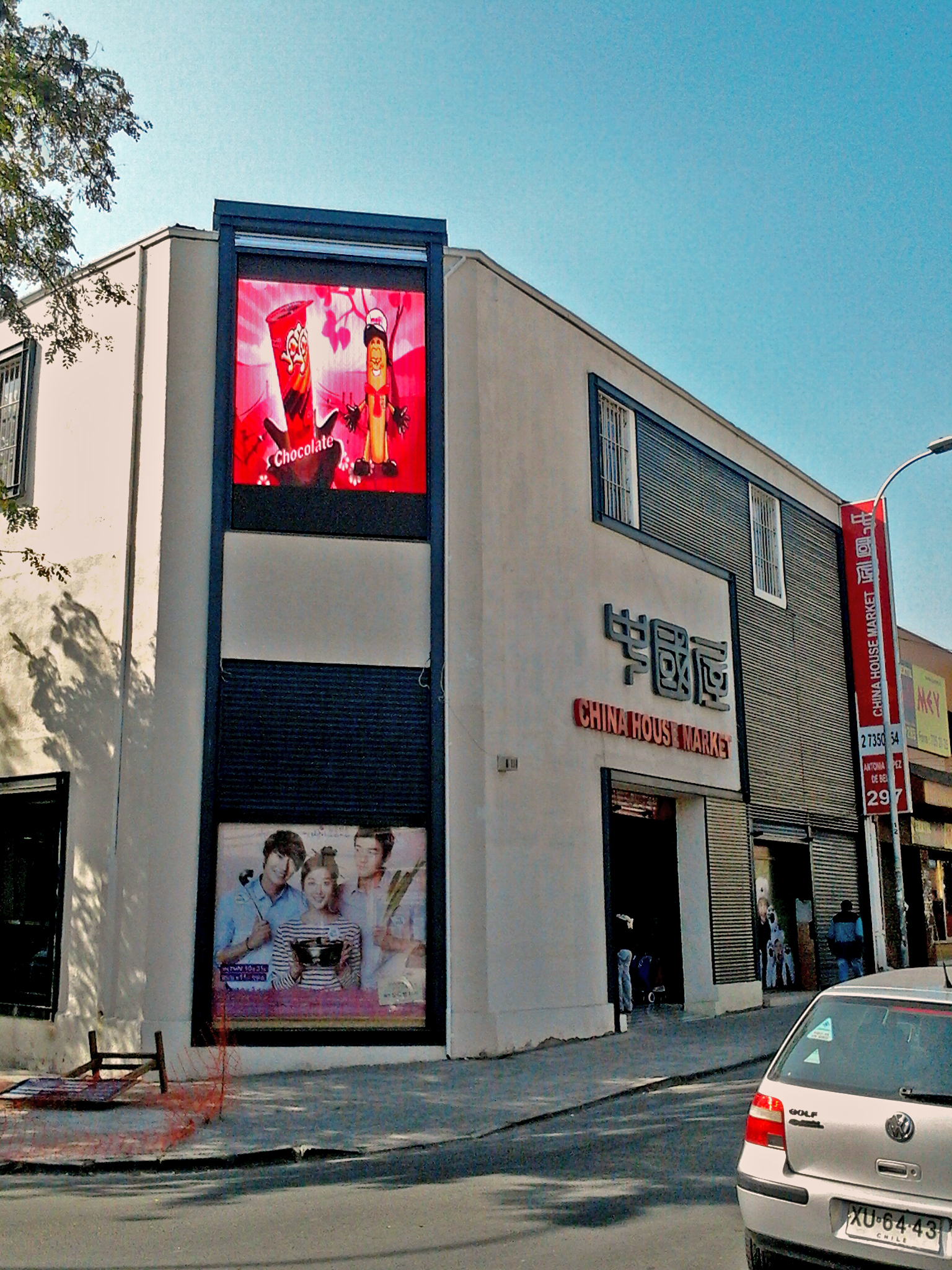
Supermercado coreano en Barrio Patronato, un barrio comercial caracterizado por la presencia de comunidades asiáticas.
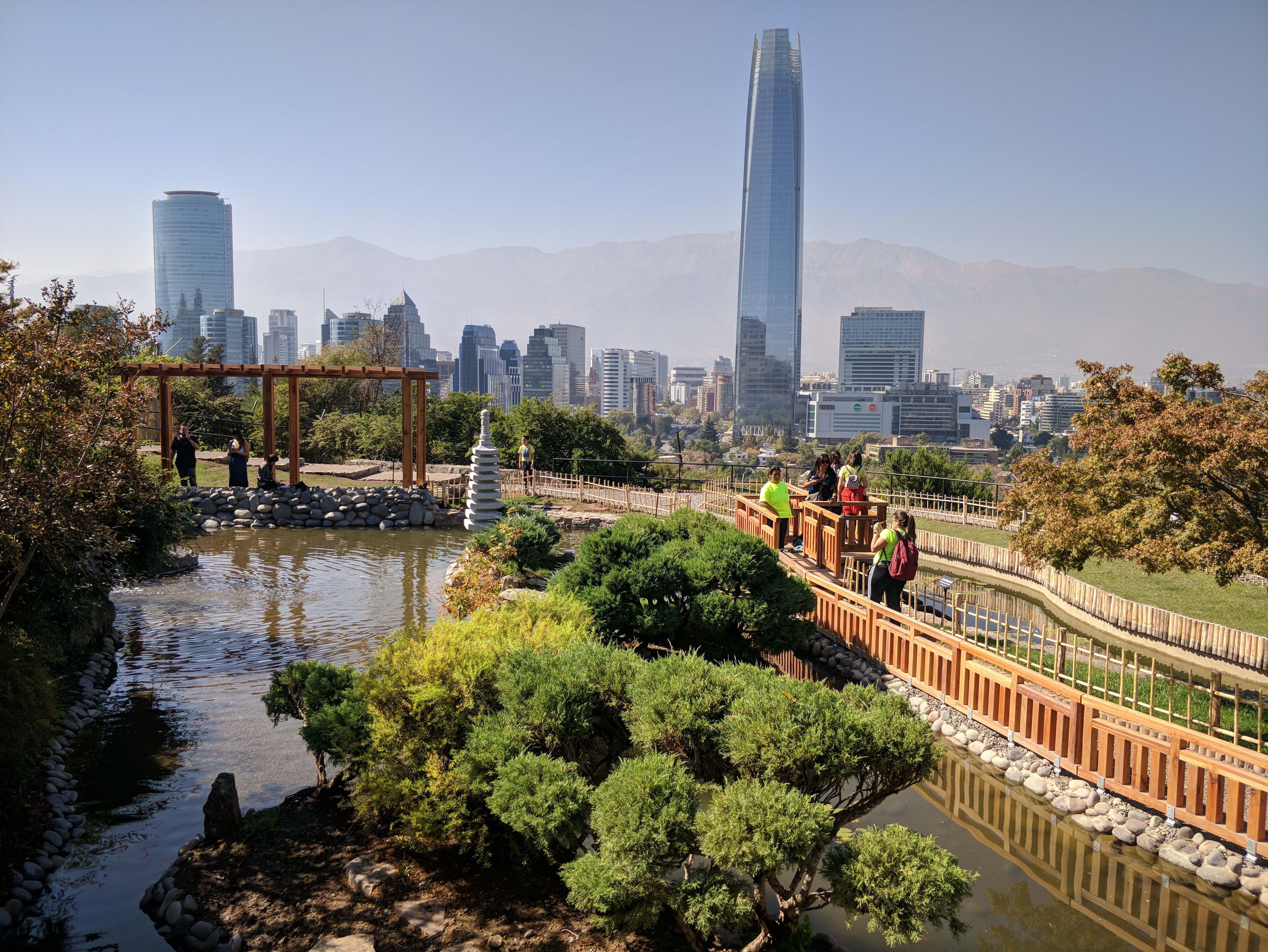
Jardín Japonés de Santiago, ubicado en el Cerro San Cristóbal.
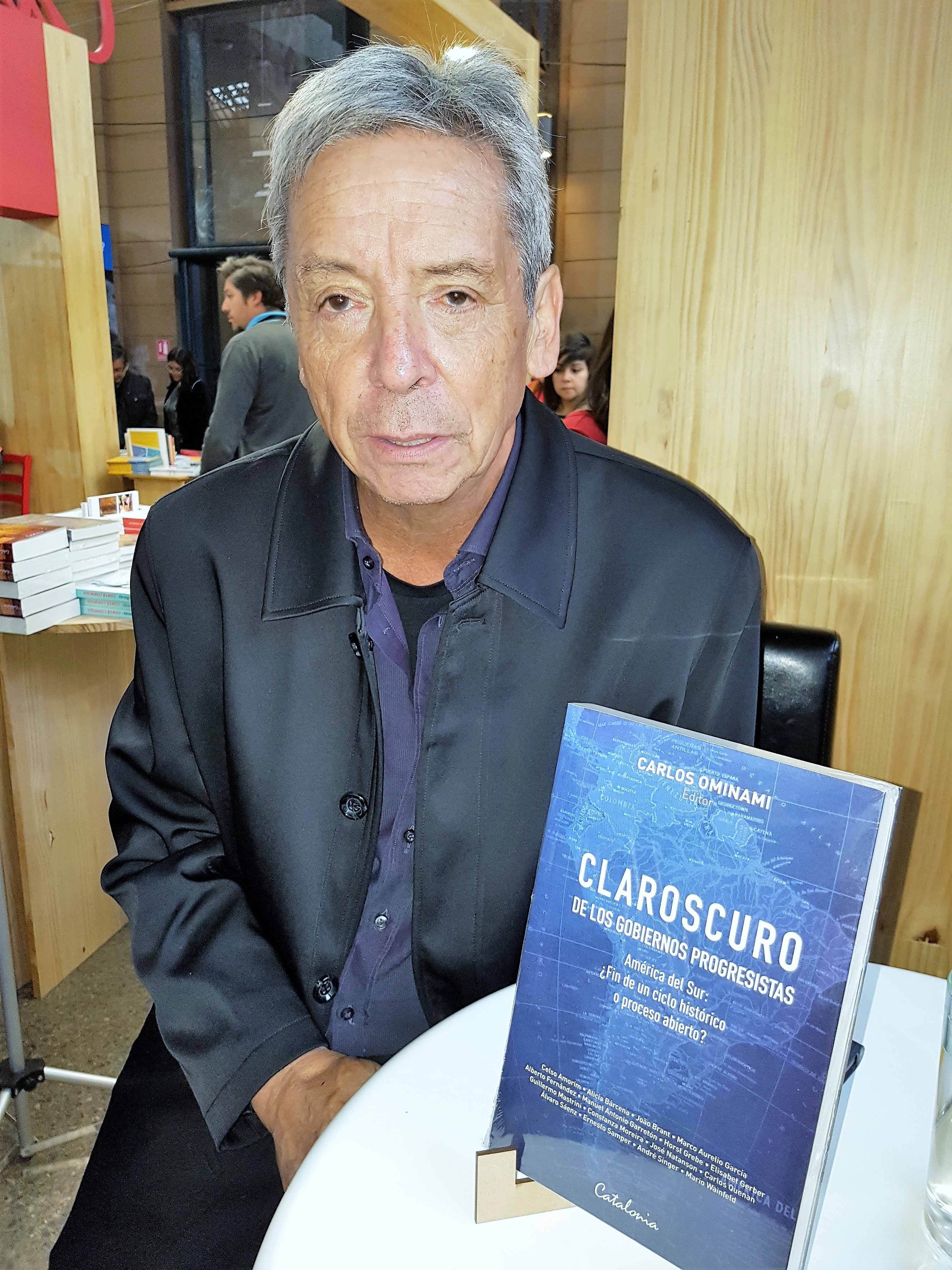
Carlos Ominami, ministro de economía entre 1990 y 1992, descendiente de japoneses.

#### Inmigración china y taiwanesa
Entre los primeros chinos en Chile se encuentran los llamados culíes (o coolies en inglés), que en el siglo XIX trabajaban en condiciones de "semi"-esclavitud en Perú, y que se quedaron en Chile luego de que los territorios del norte fuesen anexados al país con la guerra del Pacífico. Sin embargo, el grueso de la comunidad china en Chile es de reciente data y tiene cerca de 20 000 miembros. El común denominador es que los chinos residentes en el país trabajen como emprendedores en sus propias pymes familiares, principalmente en el comercio de productos importados, seguidamente del negocio de restaurantes con base en la gastronomía china. De hecho, en 2016 había 457 restaurantes chinos en Chile, con 156 de ellos en Santiago. Aunque la mayoría vive en Santiago, existe una gran cantidad de residentes en Arica e Iquique, así como en el Gran Valparaíso. Si bien no existe un barrio chino propiamente tal en el país, sí se reconoce al comercial Barrio Meiggs de Estación Central, como una zona de fuerte presencia china. También hay un jardín chino en el Parque O'Higgins, que fue inaugurado en 2006, donado por la embajada china.

#### Inmigración coreana
Durante los últimos años, también ha crecido la comunidad proveniente de Corea, principalmente de Corea del Sur, con 2700 miembros. Es una de las colonias más cerradas, y la mayoría está concentrada en el Barrio Patronato, donde poseen fábricas textiles y comercios del rubro, también llamada muchas veces pequeña Corea.

#### Inmigración japonesa
La comunidad japonesa en Chile consta de cerca de 3000 miembros. A diferencia de la china, esta colonia data de mucho tiempo atrás pero nunca llegó tal número de miembros como para crear una comunidad de importancia, la razón podría ser que Chile nunca aceptó inmigración japonesa y por eso la corriente fue débil, a diferencia de otros países como Perú, Brasil, Argentina, Bolivia y Paraguay que hacían convenios con Japón para enviar colonos a sus países. Esto ha producido que la mayoría de los nikkei-chilenos estén completamente homologados al resto de la sociedad nacional. Algunos destacados descendientes son el senador Carlos Ominami, el pianista Michio Nishihara Toro, y el empresario Naoshi Matsumoto, entre otros.

#### Inmigración filipina
Históricamente, Chile no ha sido un destino masivo para los inmigrantes filipinos, incluso más bajo comparado a otros países de Sudamérica, sin embargo, el desarrollo económico alcanzado por la economía de Chile, siendo una de las más prósperas de América Latina, ha motivado a trabajadores filipinos a emigrar hacia el país sudamericano desde comienzos de los años 2010, en especial mujeres trabajadoras domésticas que se desempeñan como nanas sujetas a contrato y que residen en el domicilio con sus empleadores (puertas adentro), creándose agencias de empleos exclusivas para el rubro y nacionalidad, quienes realizan los contactos entre Chile y Filipinas con el propósito de ser contratadas en su mayoría por familias chilenas de la clase alta. No se sabe con exactitud cuantos inmigrantes filipinos residen actualmente en Chile, pero se estima un número menor a 1000 personas.